# コルヴァイ
コルヴァイ (ドイツ語: Corvey (Corvei, Korvei, Korvey), ラテン語: Corbeia nova, 中期低地ドイツ語 Corveyge) は、ドイツ連邦共和国ノルトライン＝ヴェストファーレン州のオストヴェストファーレン地方の都市ヘクスター市に存在する旧修道院である。1792年まで帝国直轄のベネディクト会修道院であった。
コルヴァイは、カロリング朝で最も重要な修道院の一つであり、当時としてはこの国で最も価値の高い図書館の一つを有していた。この修道院は数多くの司教を輩出している。この修道院は 9世紀から 10世紀にザクセン地方の文化的、宗教的、経済的中心地に発展した。危機の段階を経て、コルヴァイは11世紀に改革修道院となった。その後、神聖ローマ帝国の聖界領邦としてのコルヴァイ修道院領が成立したが、中世後期にその重要性は失われた。コルヴァイ修道院は、近世初期にはニーダーライン＝ヴェストファーレン帝国クライスに属した。この修道院は帝国諸侯会議で単独投票権を有していた。
三十年戦争の結果は、この修道院に存続の危機をもたらした。しかし17世紀後半から教会や修道院の建物がバロック様式で再建されている。その後、修道院は再び重要性と求心力を失っていった。1792年にこの修道院を司教領主にする努力がなされた。1803年、帝国代表者会議主要決議により修道院領の独立は失われた。ただし司教は、1825年まで存続した。コルヴァイは、1820年にヘッセン＝ローテンブルク方伯ヴィクトル・アマデウスの所有となった。彼の死後は、甥にあたるヴィクトル・エルププリンツ・ツー・ホーエンローエ＝シリングスフュルストが相続した。彼はラティボル公とコルヴァイ侯の2つの肩書きを手に入れた。その家族はこれ以後、コルヴァイに対する責任を負っている。
9世紀のフレスコを有するカロリング朝のヴェストヴェルクは建築史上、飛び抜けて重要である。旧修道院教会は、バロック造形芸術の記念碑的存在である。教会近くの墓地には、ドイツ国歌の作詞者ホフマン・フォン・ファラースレーベンの墓がある。城館内には、カイザーザール、公爵のサロン、約74,000巻の書物を収める領主の図書館がある。
UNESCO は、2014年6月にコルヴァイを世界文化遺産に指定した。現在公爵は市や郡と共同で、コンサートや展示会といった文化イベントを開催する博物館を城館内で運営している。

## 場所

コルヴァイ周辺地図。コルヴァイはヘクスターの東、ヴェーザー川が蛇行し屈曲する地点に位置している。この地図にはトム・ローデン、ニーエンケルケン、コルヴァイ廃村も書き込まれている。

コルヴァイは、ヴェーザーベルクラントの地形に囲まれたヴェーザー川西岸に面している。ヴェーザー川は西に位置するヘクスターから流れてきて、修道院のすぐ南に位置する入植地の中心地で廃村となったコルヴァイ村で流れを北向きに変える。コルヴァイは1716年に直線の並木道、コルヴァイヤー・アレーでヘクスターと結ばれ、その市域に含まれた。修道院はヴェーザー川東岸のノルトライン＝ヴェストファーレン州の州境にまで至る。ここでニーダーザクセン州に属すゾリングに接している。最寄りの大都市は、パーダーボルン、ビーレフェルト、ハノーファー、ゲッティンゲン、カッセルである。

## 歴史

### 創建時
カール大帝は、ザクセン人を征服した後、新たな支配地域に帝国修道院を設けてキリスト教化を強化・奨励した。カールの死により、この計画の実行は遅れた。カール大帝のいとこに当たる、コルビ修道院院長のアーダルハルトとヴァーラの異母兄弟が、ルートヴィヒ敬虔王の許可を得て、815年あるいは816年にザクセン人の土地で初めての修道院、ノヴァ・コルビ（新コルビ）をヘーティスに設置した。当初はコルビ修道院長代理が管轄する修道院であった。最初の修道士はコルビ修道院から移った。この修道院は、822年に現在のコルヴァイ城の場所にその所在地を獲得した。この修道院はヘルヴェークという街道がヴェーザー川を渡る西岸側に建設され、王の宮廷 Huxori（後のヘクスター）のやや東に位置した。移転に伴い、フルダ修道院からの修道士が移住し、この修道院は 1.5倍に拡大した。しかしこの修道院は826年まで母修道院と人的連合の関係にあった。
823年、皇帝はコルヴァイ修道院に王領および聖ステファヌスの聖遺物を寄贈した。同時にコルヴァイ修道院は、それまでコルビ修道院がザクセンに所有していた財産をすべて所有することとなった。この修道院には治外法権と修道院長の選挙権が与えられた。修道院と皇帝との緊密な関係は、不興を買ったサン＝ドニのヒルドゥインの幽閉地となった事にも示されている。このことから、836年にパリ近郊のサン＝ドニ大聖堂から聖ヴィトゥスの聖遺骸の移送が行われた。これにより聖ヴィトゥスはザクセン人の守護聖人となった。その後、プラハ司教座教会の聖ファイトの守護権もコルヴァイ修道院に返還された。重要な聖人である聖ステファヌスと聖ヴィトゥスに献げられたコルヴァイは、数多くの巡礼者の目的地となった。コルヴァイの初期の歴史を記した重要な書物の一つである Translatio sancti Viti
（仮訳『聖ヴィトゥス奉遷記』） が写本を繰り返して遺されている。隣接するヘルフォルト修道院と並んでコルヴァイ修道院は、初期のスカンジナヴィア布教の中心地となった。823年にアンスガー（後のハンブルク＝ブレーメン大司教）が教師兼説教師として母修道院であるコルビからコルヴァイに移った。アンスガーを介してコルヴァイは、スカンジナヴィアにおける最初の布教に関わった。彼は「ヴァイキングによる破壊にも挫折せず、その任務を完遂した」（今野国男）。
コルヴァイ修道院は、下層社会階級から修道士になった者がいないという点で聖ベネディクトゥス戒律から外れている。修道士は、例外なく、フランケンやザクセンの高位貴族から受け容れられた。

### 財政基盤

コルヴァイの古典荘園と所領

1250年頃のコルヴァイ修道院とコルヴァイ入植地、ヘクスター

王からの所領譲渡やザクセン貴族からの寄進によってコルヴァイ修道院はドイツで最も裕福な修道院の一つとなった。獲得したものはコルヴァイの伝統として固定されていった。ルートヴィヒ敬虔王（778年 - 840年）によりヘクスター、エーレスブルク城、メッペンがコルヴァイの所領となった。ルートヴィヒ・ドイツ人王（806年頃 - 876年）は、ヘーメルン（現在はハン・ミュンデン市内）、ヘンメンドルフ（現在はザルツヘンメンドルフ市内）、ヴィスベーク修道院、オスナブリュック司教区の十分の一税教会、モーゼル河畔リツィッヒのブドウ山を寄進した。ロタール1世（795年 - 855年）は、リューゲン修道院とその周辺地域を寄進した。コルヴァイはその一部を近世になるまで保持しており、偽書によって獲得したものだという主張にも決して屈しなかった。帝妃ユーディト（795年 - 843年）は、修道院の伝承によれば、高価な十字架を寄贈した。これを記念して、修道院が廃止されるまでは、毎年貧しい人々にユーディトのパンが配られていた。
所有する土地は主に、コルヴァイ自身周辺のヴェーザー川上流地域であった。さらに「コルヴァイ北地方」と呼ばれるエムス下流地方、ディーメル河畔のマールスベルク地域、ライネ川中流やグレーニンゲン周辺の旧東ザクセン地方の土地がある。数多くの農場から古典荘園が形成された。コルヴァイは、17世紀になるまで形式上はシュヴァーレンベルク伯に対するレーエン封主であった。
14世紀にはこの修道院は 60以上の教会を配下に置いていた。これらの教会はグレーニンゲン修道院やオーバーマールスベルク修道院、かつてのメッペン伝道教会とコルヴァイ修道院自体の周りに集まっていた。コルヴァイ修道院のすぐ近くに 2つの小さな律修司祭教会あるいは修道院、ニーエンケルケンとトム・ローデンがあった（後に廃止または移転した）。さらにコルヴァイによって創設されたシャーケン修道院や、下位組織のヴェルベ修道院やケムナーデ修道院もあった。
この修道院は、833年にはすでにコルヴァイ入植地の市場のための貨幣鋳造権を有していた。この特権は、この種のものとしては東フランク王国で初めての例であった。最初、硬貨は王国の鋳型を押しており、固有の鋳造所は割り当てられていなかった。11世紀になるにつれコルヴァイ固有の硬貨の鋳型が開発された。最初に修道院長ザラコー・フォン・ロスドルフがデザインされた。コルヴァイ自体だけでなく他の集落の修道院も硬貨鋳造権が与えられた。900年にマールスベルクに貨幣鋳造権が与えられ、945年にメッペンが続いた。13世紀にはフォルクマールゼンやヘクスターにも貨幣鋳造所が設けられた。13世紀にケルン大司教はヴェストファーレン公として、少なくとも時々は、コルヴァイ、マールスベルク、フォルクマールゼンの貨幣鋳造権の所有についてコルヴァイと争った。14世紀にはここでの鋳造は完全に停止した。ヘクスターでは、何度も中断されながらも、ほぼ修道院の終焉まで鋳造が続けられた。銀貨の他に銅貨や金貨も鋳造された。最後に鋳造されたのは、2プフェニヒおよび 4プフェニヒの銅貨で、1787年のものであった
コルヴァイ入植地は都市に発展していった。この街はヘクスターの競合相手となった。1265年、ヘクスター住民はパーダーボルン司教とともにコルヴァイ市を破壊した。この街は再建されたが、14世紀にはすでに弱小都市に衰退しており、その後「村」となり、15世紀にこの集落は廃村となった。
修道院の維持費や修道院長の必需品のための費用の 2つの予算は、会計から切り離されていた。ここには、威厳の発揚、王の業務、王宮滞在費、教会やその他の建物建設費など、かなりの額が含まれていた。

### 文化的興隆

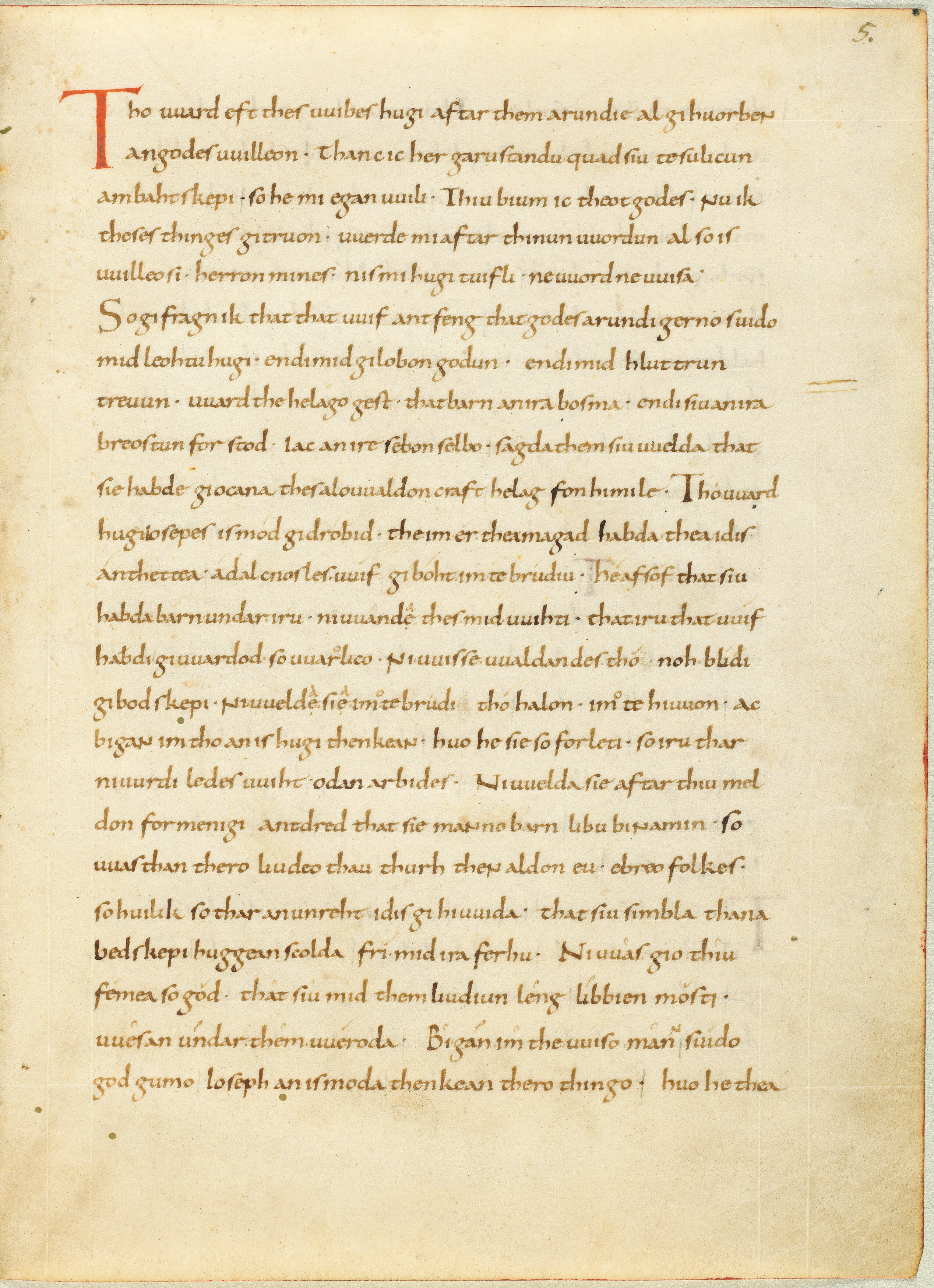
850年頃にコルヴァイで作成されたヘーリアントの手稿の複製

コルヴァイは、9世紀から 10世紀に北西ヨーロッパにおける最も重要なキリスト教文化の中心地の一つであった。修道院図書館の萌芽は、ルートヴィヒ敬虔王の時代にすでにあった。この図書館の蔵書は世俗化の際に散逸してしまった。しかし現存している中には、カール大帝のザクセン法、ローマ時代の歴史家タキトゥスの年代記の最初の5冊、ローマ時代の文筆家で哲学者キケロの著述がある。この修道院は、ザクセンのヴェストファーレン文化の最も重要な証拠の一つである。この時代のハイライトは879年から916年、修道院長ボーヴォ1世およびボーヴォ2世の時代である。修道院長の他に、歴史書 Poeta Saxo の作者でコルヴァイで活動した詩人のアギウスの名が挙げられる。この他修道院ではすでに、聖ヴィートゥスの伝記や Annales Corbeiiens（コルヴァイの年代記）の翻訳報告がなされていた。ボーヴォ2世はボエティウスに対する評論を起草した。現在ミュンヘンにあるヘーリアントの手稿は 2人のコルヴァイ修道士が書いたものである。コルヴァイで用いられた修道院時課の典礼様式が各地に伝播された。司教アンスガーの他に、その後継者となったハンブルク＝ブレーメン司教のうち 4人がコルヴァイ出身であることも、この時代におけるこの修道院の重要性を物語るものである。この修道院は、設立から最初の4世紀の内に合わせて 23人の司教が輩出した。教皇グレゴリウス5世がコルヴァイ出身であることは、伝説の領分に属すものである。
三廊式のバシリカ教会である聖ステファヌスおよび聖ヴィートゥス教会は、830年に建設が始まり、844年に献堂された。873年から885年にアーヘンの宮中礼拝堂をモデルとしたヴェストヴェルクが設けられた。これは現在、ヴェストファーレン最古の建築文化財で、畏敬の念に打たれるヴェストファーレンの聖域であるのみならず、現存する最も古いヴェストヴェルクである。当時の北ドイツ地域で最大の建築物の一つであった。ここに遺されている9世紀に描かれたフレスコは、オデュッセイアの古典的なモチーフが描かれている。
アルヌルフは、889年に新しい教会を訪れ、修道院長ボーヴォ1世はこの修道院をカロリング朝王家の追悼修道院であると紹介した。ルートヴィヒ幼童王の死後、カロリング朝が断絶した911年まで、コルヴァイはザクセン地域で最も重要な修道院の一つであり続けた。913年のコンラート1世の最初の行幸以後コルヴァイは、修道院王宮として何度も利用された。1203年までに 23回の王の行幸が証明されている。実際の訪問回数はこれよりも多いと推測される。王の訪問は確かに修道院の威信を高めたが、修道院の経済にとっては大きな負荷となった。
10世紀に西フランク王国との文化交流が潰えた。これにかわり、ザクセン地域での宗教的交流が緊密になった。ボーヴォ3世は、オットー朝ルネサンスの主要人物である。この他に年代記作者のヴィドゥキント・フォン・コルヴァイは942年から973年まで活動し、「ザクセン史」を執筆した。

### 改革修道院
時代とともに修道院の秩序は低下していった。皇帝ハインリヒ2世は改革修道院の時代を開いた。彼は1015年にパーダーボルン司教マインヴェルクの影響の下、修道院長ヴァロを解任し、ドルトマールをその地位に就けた。こうした動きは、ロルシュ修道院から生まれ、ゴルズの改革運動につながってゆく。頑強な抵抗に合いながらもこの改革は遂行された。修道士の大部分はこの修道院を去った。修道院長の下には、わずか 9人の修道士が残っただけだった。ロルシュやエヒテルナハの修道院長についても同じ事が起こった。マルクヴァルト修道院長の時代、コルヴァイはヒルザウの改革に部分的に参加した。しかしそこには本質的な相違があった。ヒルザウの改革に加わった修道院ではそれぞれの集落の司教が新たに選ばれた修道院長に司教杖を手渡したのだが、コルヴァイでは修道院長自身が祭壇からこれを手に取ったのである。コルヴァイはヒルザウの下位に置かれたわけではなかった。両修道院は兄弟協定を結んだ。これに加えて、ケルン大司教アンノ2世によるグラーフシャフト修道院の創設という衝撃がもたらされ、コルヴァイはヴェストファーレン地方における修道院改革の中心となった。その後、兄弟協定は、それ自体が改革の推進力となり、修道士や修道院長はザクセンに 6つの修道院を開設した。コルヴァイの修道士は別の場所で設立集会を開いた。この時代のコルヴァイは、様々な女子修道院の新設にも関与した。マルクヴァルトの時代、86人の修道士が新たにこの修道院に入った。これに対して、それ以前の25年間に入った新しい修道士はわずか 22人だけであった。
教会改革運動の時代で特筆すべき新設は、俗人兄弟団の形成である。このヴィートゥスおよびステファヌス兄弟団は、マルクヴァルトの時代にコルヴァイで結成され、コルヴァイ修道院の所領がある村や、修道院が何らかの権利を有している集落に伝播していった。ゴスラーのヴィートゥス教会が最初だった。1081年から1138までの間だけで 1,350人の加盟者の名前が分かっている。兄弟団には規約があり、食事、困窮者援助、死者の追悼のために集まった。入館料は修道院で活用された。修道士は礼拝時に兄弟団員の死を悼んだ。世俗の観点からは、特に叙任権闘争の危険な時代には、兄弟団は修道院の重要な支持者となったのである。

### 皇帝と教皇の間で
改革運動に伴って、次第にザリエリ王家からの離反が起こり、教皇グレゴリウス7世陣営を向くようになった。修道院長ヴァーリン2世の時代、修道院は皇帝ハインリヒ4世支持者とその敵対者であるザクセンとの間の紛争の的となったが、すぐにグレゴリオ支持者の中心地となった。1065年に皇帝によってコルヴァイが一時的にアーダルベルト・フォン・ブレーメンに委託されたことも叙任権闘争に関連している。オスナブリュック司教区の十分の一税小教区はこの頃廃止された。コルヴァイの封臣や皇帝軍の支援を受け、ハインリヒ4世を信奉する修道院長ギュンター・フォン・ヘルスフェルトによって、修道院長マルクヴァルトは1102年に強制的に辞任させられ、修道士たちのコミュニティは破壊された。しかし、そのわずか 1年後にギュンターが死亡したため、神の祟りであると見なされた。マルクヴァルトは、元の地位を回復した。修道院長の自由選挙権を無視したハインリヒ5世はエルケンベルトを修道院長に任命した。これによりコルヴァイは、一時的に王家に歩み寄りエルケンベルトは、1108年にハンガリーへ、1110年から1111年にローマへと皇帝に随従した。この頃すでに修道院の物質的基盤の入手が憂慮され始めた。このためエルケンベルトは所蔵品一覧を作成させた。同じ頃家人と修道院執事との紛争が始まった。副執事であったシュヴァーレンベルク伯は、ハインリヒ獅子公失脚後の一時期、修道院執事となった。
1118年にこの修道院はテオガー・フォン・ザクント・ゲオルゲンを受け容れた。その後教会改革派によってメッツ司教に選ばれたため、彼はコルヴァイで数多くのグレゴリウス派指導者が出席する中で見せつけるかのように教皇特使クーノ・フォン・プラエネステによって司教となる祝福を受けた。この新しい司教は、直ちにその教会上の職務を執行した。コルヴァイのゲオルク教会、アンドレアス祭壇、修道院教会の地下聖堂を聖別したのである。
1130年代以降修道院秩序は新たな低下し始めた。ヴィバルト・フォン・シュタブロの下でコルヴァイは最後の隆盛を享受した（1146年 – 1158年）。この時代にヴェストヴェルクは、隣接するヘクスターの聖キリアニ教会を模倣し、それを凌駕する 2本の塔を持つ現在の形に改築された。剥奪されていた占有権が、この頃に再び有効となった。これは、暴力的な伯やミニステリアーレの干渉に対抗するための手段であった。修道院規則も新たに制定された。修道院は、Liber vitaeを含む一連の贅沢な手稿を発注できるほどに裕福であった。
この芸術的な Liber vitae は、おそらくヘルマースハウゼン修道院で作成された。この作品が着手されてから完成するまでのすべてのコルヴァイ修道士および修道院長の名前がこの中に含まれている。さらにコルヴァイと祈祷兄弟会を結んだ 76 の宗教団体の名称リストがある。この本はミュンスター国立文書館の最も貴重な手稿の一つに数えられる。その内容は、コルヴァイが様々な規律の団体と関係を持っていたことを示している。コルヴァイ首席司祭区とならんでシュタブロ修道院と母修道院であるコルビ修道院がその筆頭であった。
恐らくヴィバルトのリードにより、12世紀にコルヴァイでキケロの「法廷弁論、哲学的著作、堂々たる一連の演説、『縁者・友人宛書簡集』（Epistula ad familiares）の一部をふくむ」写本が書かれている。この「キケロの諸作品の非常に包括的な写本」は、「テクスト研究の重要な資料であり、12世紀の人文主義を証左してわれわれに感銘を与えるものである」（レイノルズ/ウィルスン）。

### 中世後期の衰退と領域の領邦化
ヴィバルトの死後、コルヴァイは急速にその重要性を失い、帝国やローマ教皇庁における役割を喪失した。修道院長ヴィドゥキントの時代（1189年 – 1203年）、この修道院は確かに重要性を保持していた。しかし、その後の修道院長や1242年の修道院の火災が、負債や経済的凋落の原因となった。ローマとの関係は、反ローマ主義の修道院長ディートマール2世フォン・シュトックハウゼン（1206年 – 1216年）やヘルマン1世フォン・ホルテ（1223年 – 1254年）によって持続的に妨害され続けた。13世紀半ば以降、ホーエンシュタウフェン朝の終焉に伴い、コルヴァイは、ヴェストファーレン公としてこの地域に現実的な関心を示すケルン大司教やパーダーボルン司教、ミュンスター司教らに対抗する独自の役割を持つことができなかった。
シュタウフェン朝によって王権が南ドイツに移動したことや王位が脆弱化したことなどによって、コルヴァイは王の保護を失った。これを承けて修道院長はできるだけ閉鎖的な領邦を形成しようとした。このため、周辺のライバルたちと必然的に衝突を起こした。パーダーボルン司教や様々な伯、特にブラウンシュヴァイク＝リューネブルク公、ヘッセン方伯、ケルン大司教などである。このため、1189年の修道院長の年代記ですでに嘆かれているとおり、修道院長は宗教上の職務をないがしろにして、城の建設を好んだ。こうした防衛施設として、ブルンスブルク、ラントエッゲ、クーゲルスブルクあるいはリヒテンフェルス城がある。
コルヴァイは1220年から「領邦化された」帝国修道院となった。
これに対して、甚大な損害も被った。いわゆる「オスナブリュックの十分の一税紛争」に伴って疎外されたことにより、修道院長は十分の一税やオスナブリュック司教区内の収入の大部分を失ったのである。ヴァルデック伯の領域では、13世紀に伯やケルン大司教に有利になるよう財産を失っている。1198年に獲得したゾリングも失われた。
かつて広い範囲に点在していた土地の内、最終的にはコルヴァイ周辺の地域だけが残された。修道院の所領は約 275 km2（おおむね現在のヘクスターとその12の市区にあたる）であった。この領域は、東はヴェーザー川を境とし、西と南は直接隣の領邦であるパーダーボルン司教領と接していた。この領域には主邑であるヘクスターの他に16の村落が含まれた。
中世後期を通して、経済的、政治的、宗教文化的に脆弱な期間が続いた。14世紀から15世紀の修道院長は、まったく重要でなく、時に品位を汚すような者もいた。これに対して修道士集会が影響力を獲得していった。15世紀にこの修道院は、それまでの発展の最底辺にあった。

### 近世
帝国改造に伴って、コルヴァイは1500年にニーダーライン＝ヴェストファーレン帝国クライスに加わり、これによりその領域は神聖ローマ帝国の一部であることが確認された。帝国議会の帝国領邦会議では、他の帝国直轄修道院の修道院長のような共同での投票権ではなく、コルヴァイ修道院長は個人として議席を占め、単独票を有していた。帝国台帳には、1522年頃コルヴァイは 2人の騎士、9人の歩兵、120グルデンの戦費を帝国軍のために提供すると記載されている。コルヴァイの領邦内ではドイツ語、低地ドイツ語、ラテン語が話されていた。1800年頃には面積 275 km2 に約1万人が住んでいた。コルヴァイはナッサウ＝オラニエ公国（1803年）、ヴェストファーレン王国（1807年）、プロイセン王国（1815年）、コルヴァイ陪臣領邦（1820年）に属した。

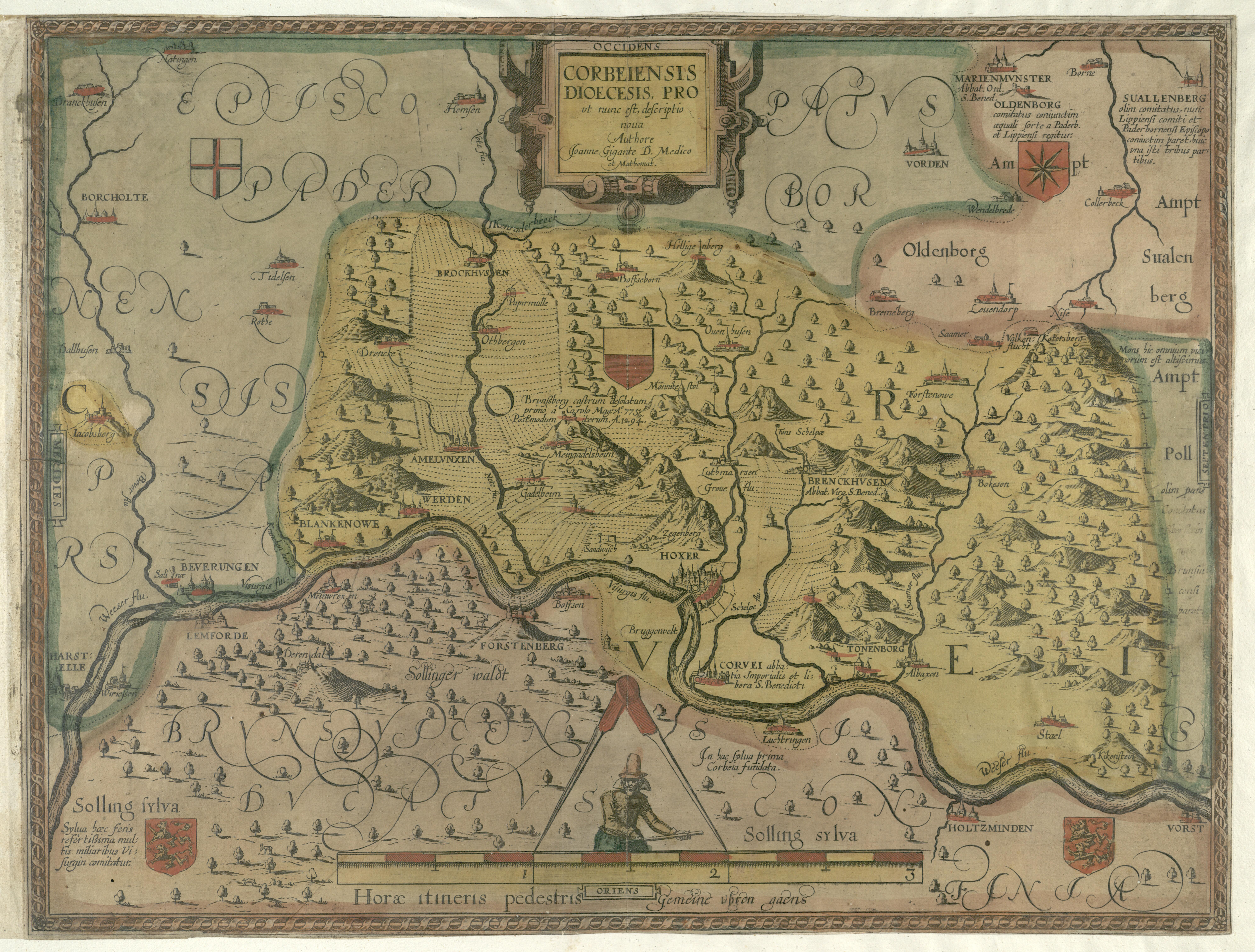
コルヴァイ修道院領の地図

やはり1500年頃、修道院長フランツ・フォン・ケッテラーの下でブルスフェルデ会議を承けて内部の改革が始まった。また、財政基盤の保全も始まった。こうした改革の努力は、1533年以降コルヴァイ領内に宗教改革が入り込んだ時期と重なっている。これによりコルヴァイ修道院領では、ヘクスター、アーメルンクセン、ブルーフハウゼンでの宗教改革を拒み、これに対抗することに成功した。しかしこれは修道院長の立場を著しく減弱化した。1590年頃に修道院長ディートリヒ・フォン・ベリングハウゼンによってカトリック改革の最初の試みが開始されたが、この対抗宗教改革の萌芽はほとんど成功しなかった。逆にこの修道院自体が宗教改革の脅威にさらされた。ブルスフェルデ会議の介入は潰えた。1585年から1616年までの間にヴェストヴェルクの塔の屋根が造り替えられ、ヴェストヴェルクの上層に祭壇が設けられた。対抗宗教改革は、この修道院の領域では1624年までにヘクスターを除きほぼ完了した。
三十年戦争でこの修道院は手ひどく破壊された。「修道院の大火」（1635年の「ヘクスターの血浴」）で修道院図書館の大部分が消失した。この戦争の間、修道士たちは場合によりヘクスターに避難した。さらに軍事占領と高額の戦費の支払いが課された。

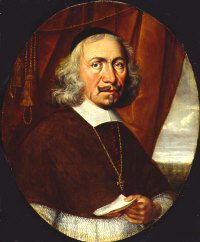
クリストフ・ベルンハルト・フォン・ガーレン

ミュンスター司教クリストフ・ベルンハルト・フォン・ガーレンが1665年に管理官となった時、修道士たちは一連の候補者の中から修道院長を選出することを放棄しており、コルヴァイは消滅寸前の状態にあった。彼はバロック様式の修道院教会を建設し、貴族の修道士集会を復活させることで修道院を活気づけた。ヘクスターに対する領主の威信も改められた。こうして修道院生活がかなり安定した後、修道士集会から修道院長を選出することに成功した。ヴィルヘルム・ラーベはガーレン時代を「ヘクスターとコルヴァイ」の著述に費やした。老朽化していた修道院教会は、ヴェストヴェルクを除いて、1667年からバロック様式の調度品と、ゴシック様式の内装に改築された。1699年から1756年までの間、特に修道院長フローレンツ・フォン・デム・フェルデ（1696年 – 1714年）によって修道院施設をバロック様式にする大規模な改修工事が行われた。コルヴァイ城館は、このときに改修された状態をほとんど変えることなく、今日まで保存している。修道院の中央車寄せに直接彫られたカール大帝やルートヴィヒ敬虔王の栄誉をたたえる銘は、コルヴァイが対抗宗教改革の中心地であることを宣言するものとして重要である。修道院長は、領主の権利を豪華なカイザーザール（皇帝ホール）で表現している。修道院長マクシミリアン・フォン・ホルリヒ（1714年 – 1721年）は、新しい建物を図書館として利用することとした。
17世紀から18世紀に修道院の歴史に力が注がれた。当時の歴史記者は、一部の原典を贋作し、後に「コルヴァイの偽造歴史家」と呼ばれた。この偽造された歴史書は、19世紀の文書管理者で歴史家のパウル・ヴィーガントが様々な誤りを残す原因ともなった。

### コルヴァイ領主司教と世俗化
年間約10万ターラー以上の収入があり、12,000人を擁する帝国修道院領は、パーダーボルン司教の軛から逃れようと常に努めていた。18世紀末に修道士集会が暴力的な方法で廃止されたことが強い動機付けとなった。しかし、1786年には修道士集会にはわずか 13人のメンバーがいただけだった。コルヴァイは貴族の志願者だけ受け容れることを認めており、衰退により志願者はほとんどいなかったため、司教への昇格によって凋落を食い止めようと努力した。
1779年に最初のステップとしてコルヴァイヤー・テリトリウムと呼ばれる領邦修道院の身分への昇格がなされた。修道院長はその領主として世俗案件および聖界案件についてもパーダーボルン司教から奪取し、修道院長のものとした。司教の布教権はパーダーボルン司教に残された。修道士集会は常にベネディクト会の特色を保持し、厳しい修道生活の日課を送ることを、修道院長臨席の下で決議した。ほとんどの修道士が高齢化していたため、祈禱時には、1786年に開校した神学校の生徒が動員された。また、12人の将来の聖堂参事会員と 500ターラーの俸給を確保した。Vita communis（地域生活）も大きく改善され、禁域制が廃止された。
1788年、この修道院はついに世俗化申請を教皇に提出した。修道院は1792年に廃止され、わずか10の教会区しか持たないにもかかわらず、領主修道院長テオドール・フォン・ブラベックは領主司教に、修道院領は司教領（領邦）になった。修道院副院長は聖堂首席司祭に、修道士は聖堂参事会員となった。修道士の一人であるフェルディナント・フォン・リュニンクは、この変更作業に特に積極的に取り組んだ。さらに他の聖堂付属学校の生徒は、いまや司教座教会となった修道院教会の 6人の聖堂助任司祭の座に就いた。服装や規律は、ドイツの他の聖堂参事会に倣った。1794年、皇帝の文書が作成され、旧修道院領だけを含む新たな司教領が成立し、マインツ司教管区の下位に組織された。1794年にフェルディナント・フォン・リュニンクがテオドール・フォン・ブラベックの後を継いで領主司教となり、プロイセン王国におけるこの市教区最後の地域司教となった。

### 主権の終焉
その後すぐ、1803年に世俗領邦のコルヴァイ司教領は帝国代表者会議主要決議によって廃止された。この領域は、ヴィルヘルム5世フォン・オラニエンが治めるナッサウ＝オラニエ＝フルダ侯領の一部となった。この侯領は1806年からオラニエ＝ナッサウ公子ヴィルヘルム・フリードリヒを領主とした。コルヴァイは1807年にナポレオン支配下のヴェストファーレン王国の一部となり、最終的に1815年にプロイセン王国の国有地となった。しかし、聖界のコルヴァイ司教区は1825年にフェルディナント・フォン・リュニンクが亡くなるまで存続し、その後パーダーボルン司教区に編入された。

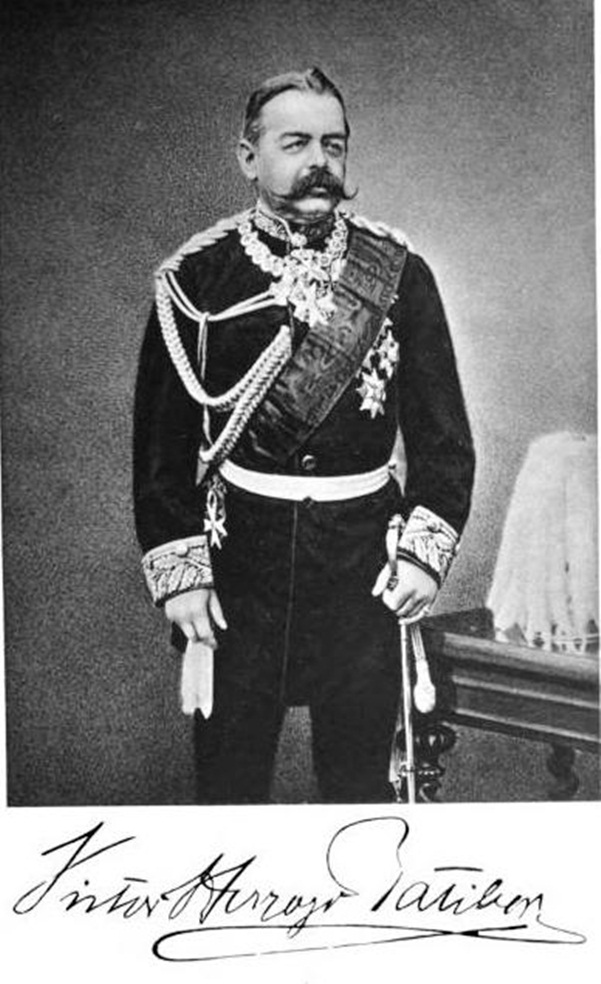
ラティボル公およびコルヴァイ侯ヴィクトル1世

ウィーン会議の結果、補償の権利を得たヘッセン＝ローテンブルク方伯ヴィクトル・アマデウスは、1820年にプロイセン王からコルヴァイ非直轄侯領 (Mediatfürstentum) およびラティボル非直轄侯領を補償として与えられた。方伯は、1825年の遺言でこの所領を甥のエルププリンツ・ヴィクトル・ツー・ホーエンローエ＝シリングスフュルストに遺贈した。方伯が1834年に亡くなり、成人した1840年にエルププリンツ・ヴィクトルはシリングスフュルストの相続権を放棄し、「ラティボル公およびコルヴァイ侯」ヴィクトル1世を名乗った。

### 私有地コルヴァイ
ヴィクトル1世公は1840年11月に、住民の大部分が注目する中、ラティボル近郊のラウデンを訪れた。彼はここを永住地とし、コルヴァイにはほとんど滞在しなかった。彼の統治最盛期直前の1844年になって初めてコルヴァイの西翼に侯の住居となる新たな施設が設けられた。1845年4月19日にヴィクトル公は、フュルステンベルク侯カール・エーゴン2世の侯女アメーリエと結婚した。
ラティボル公ヴィクトル1世は、プロイセン王国内で主導的な政治的役割を得ていた。彼は1877年にプロイセン貴族院の議長となった。その後、プロイセン外務担当参事官に就任した。彼の文化的な成果は、特にコルヴァイの領主の図書館や、ベルリン、シュレージエン、ヴェストファーレンにおける様々な活動に現れている。彼は、晩年をラウデンで過ごし、1893年1月30日にそこで亡くなった。

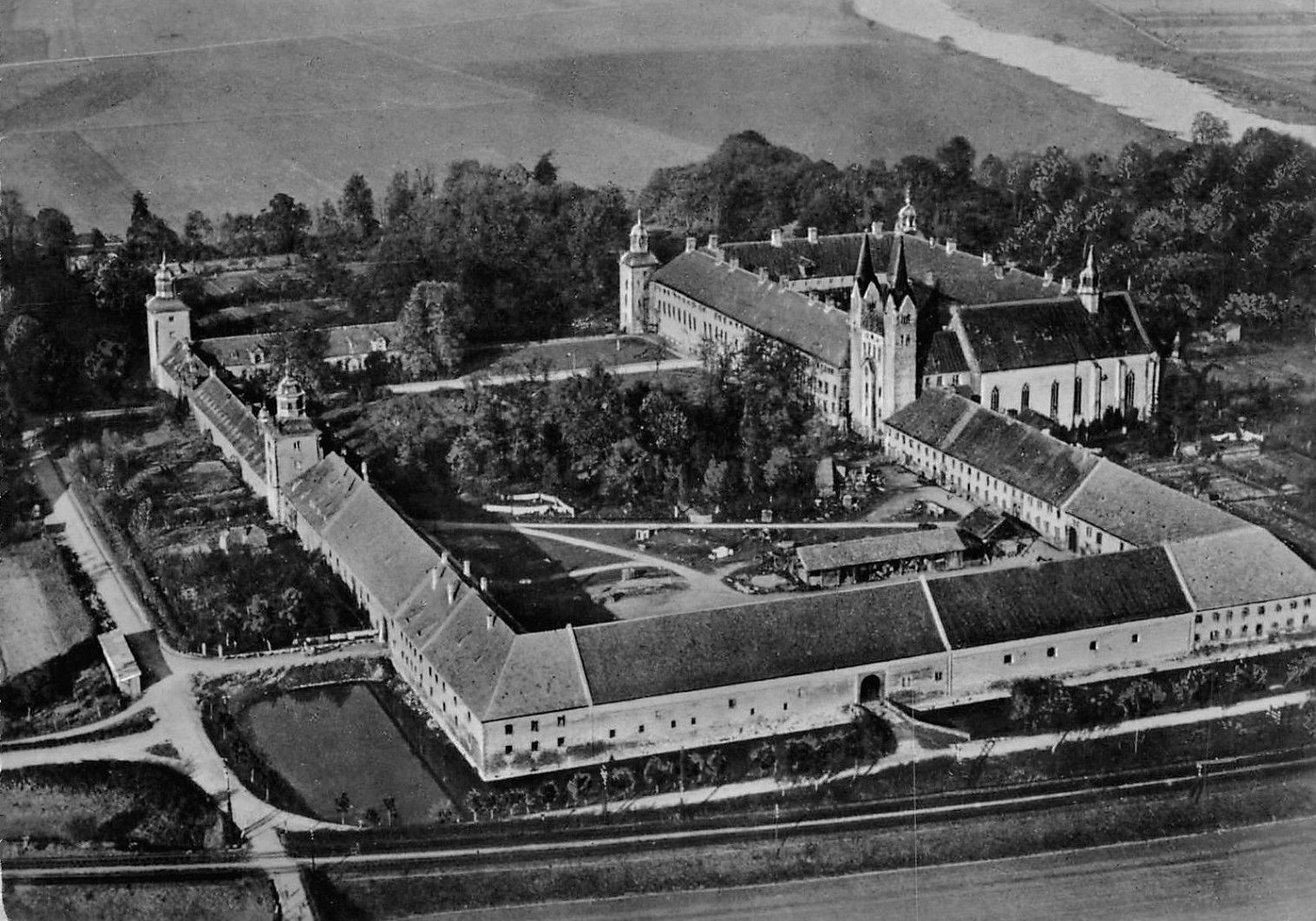
1925年から1930年までの間に撮影されたコルヴァイの写真

父親の死後、公子ヴィクトルは 2代目のラティボル公およびコルヴァイ侯となった。ヴィクトル2世公（1847年 - 1923年）は、1877年にブロイナー＝エンケヴォイルト女伯マリーと結婚した。彼女は1894年にニーダーエスターライヒ地方のグラーフェンエッグ、ノイアイゲンおよびアスパルンの所領を相続し、コルヴァイとともにこの一族の所有となった。ヴィクトル2世公は、プロイセン王国内で父親と同様に要職を歴任した。ヴィクトル3世公（1870年 - 1945年）は、1923年に父から公家の頭領を引き継いだ。この家族は1945年にラティボル近郊のラウデンを離れ、コルヴァイへ逃れた。34,000 ha の森林を含むシュレージエンの所領はポーランド領となった。
第二次世界大戦終戦後、建物や調度の大規模な修復が行われた。屋根、ファサード、窓、門は取り替えられ、近代化された。城館建築の最良の部分は一般公開された。1984年にラティボル公およびコルヴァイ侯フランツ・アルブレヒトは調度の大部分を公益機関であるヘクスター＝コルヴァイ文化クライス GmbH に移管した。公家と並んでヘクスター市とヘクスター郡がこの公益法人の運営者となった。これ以後コルヴァイはヴェーザーベルクラントの文化的中心へと発展した。修道院教会は、ヴィクトル3世公の次男フランツ・アルブレヒト・メッテルニヒ＝シャーンドルが聖ステファヌス・ヴィートゥス教会に寄進したことで管理権が移管された。これにより教会はこの貴族家の所有ではなくなっている。フランツ・アルブレヒト公の死後、その息子のラティボル公およびコルヴァイ侯ヴィクトル5世がコルヴァイの管理運営を引き継いだ。彼は、居城を完全にコルヴァイに移した最初のラティボル公である。

### 世界遺産
コルヴァイは1999年以降 UNESCO 世界遺産の暫定リストに掲載され、2014年に正式登録された。提案資料は作業グループ内で推敲された。ノルトライン＝ヴェストファーレン州、ラティボル公家、聖ステファヌス・ヴィートゥス教会および市、郡、ヴェストファーレン＝リッペ地方連盟の代理人がこれに携わった。
提案のタイトルは、"Das karolingische Westwerk und die Civitas Corvey."（コルヴァイのカロリング朝ヴェストヴェルクとキヴィタス）であった。提案資料は、提案分本体とマネージメントプランを含んでいた。このために、コルヴァイとパーダーボルンで 2度の国際シンポジウムの研究報告に基づく集会を開き、啓発資料を作成した。この提案は2012年12月にウーテ・シェーファーによってノルトライン＝ヴェストファーレン州政府の署名がなされた。
世界遺産登録のための最も重要な選考基準は、独創性、正統性（歴史的真正性）、完全性である。コルヴァイの特徴は以下のようにまとめられる: コルヴァイは最も古く、類例のない、ほぼ完全に保存されたカロリング時代のヴェストヴェルクを有している。中央の三方をバルコニーに囲まれた、上階にあるメインの空間は、その形や本来の芸術的調度が古風なモデルに遡ることができる。等身大の石膏像をもつ調度、建築的な構成を持つ彩色された空間把握、装飾的なフリーズ、神話の壁画（これは、現在知られているカロリング時代唯一の壁画である）といった、本質的な部分が保存されている。このヴェストヴェルクは、「カロリング朝ルネサンス」の卓越した作例である。
学校と図書館を持つこの修道院は、中世初期から盛期のコルヴァイ市の成立を促した。これは、宗教・文化の中心であると同時に商業地でもあった。13世紀に荒廃したこの都市とかつての防備を固めた修道院管区は考古学文化財として保存されている。さらにフランク王国の辺縁部にあったコルヴァイは政治的機能も有しており、布教活動の任務は他のヨーロッパ世界に政治的・宗教的影響を及ぼした。
世界遺産の承認には以下の目標が課された: 現状の維持・管理、将来の建築・保存・開発計画、学問的裏付けの保全に関する将来計画、利害の衝突による紛争の予防・管理計画、教会の本来の利用に対する保護、経済的・観光上の圧力に対する首尾一貫した持続可能なコンセプト、国内・国際的認知の定着。
2013年9月、ICOMOSの委員がコルヴァイを訪れ、情報を通知した。
2014年6月21日、「コルヴァイのカロリング朝のヴェストヴェルクとキヴィタス」の名称の下、かつてのコルヴァイ修道院全体が、UNESCO により公式に世界遺産として登録され、ドイツで39件目の世界遺産となった。

## 図書館

### 中世の修道院図書館
修道院教会の最初の手稿群は、母修道院であるコルビ修道院由来のものである。詳細が不明な文書はあるが、その他の文書についてはそう結論づけている。自身がコルヴァイ修道院の設立に関与したパスカシウス・ラドベルトゥスの著述もその一つである。彼は、コルヴァイ修道院の初代修道院長アーダルハルトの死後に素晴らしい挽歌を詠んでいる。彼は修道院長ヴァーリンにも2編の作品を献げている。これらも修道院図書館に所蔵されている。修道院長アーダルハルトと学識ある文通を行っていたコルビーのラトラムヌスの著作もコルヴァイに保存されている。
9世紀の初めに図書館は、ルートヴィヒ敬虔王の宮廷礼拝堂付き司祭によって大きく拡充された。ルートヴィヒはこの修道院に自分が所有する書物を寄贈した。現在ミュンヒェンにあるヒエロニムスのマタイ福音書注釈もその一つである。かなりの蔵書を有していた重要な修道院学校が修道院図書館の拡充に特に寄与した。司教アンスガーは布教の旅にコルヴァイの書物を携帯したか、あるいは布教の後に書物をコルヴァイに収めた。しかもハンブルクの聖堂図書館は、デンマーク人によって破壊されていたため、コルヴァイの援助によって再建された。900年頃には著述家として重要な修道士もコルヴァイで活動した。ザクセン史を記述した修道士ヴィドゥキントもその一人に数えられる。利用された原典の分析は、数多くの古典期やキリスト教の著者の作品がコルヴァイに収蔵されていたことを示している。
その後、新たな蔵書は比較的少なくなった。蔵書が再び増加するのは、1100年頃のマルクヴァルト修道院長による改革期である。マリエンミュンスター修道院はその創設期にコルヴァイから書物を得た。エルケンベルク修道院長の下でもコルヴァイは一連の作品を得た。エッケハルト・フォン・アウラは編纂した世界年代記をこれに献じた。それにもかかわらず、図書館は衰退を続けた。次に発展したのはヴィバルト・フォン・シュタブロが修道院長に就いた1146年になってからであった。キケロの入手しやすい著述が収集され、現在ベルリンにあるコデックスに組み込まれた。おそらくヘルマールスハウゼンで作成された liber vitae もこの時代に収集された。
ヴィバルトが1158年に亡くなった後、図書館はかつての重要性を喪失した。確かに新しい書物は追加されていったが、他方では数多くの古い書物が失われていった。特にザクセンシュピーゲルが在庫を増やしていった。

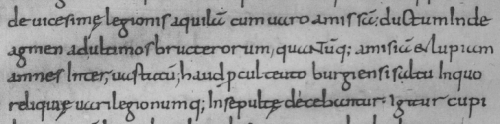
タキトゥスの年代記からトイトブルクの森の戦いの部分

16世紀の初めに修道院図書館からある名高い手稿が盗まれ、教皇レオ10世の手に渡った。この手稿は、おそらくフルダ修道院で作成された9世紀の写本であり、タキトゥスの年代記の最初の6巻であったと言い伝えられている。1515年に教皇レオ10世はこのテキストを公刊するために印刷させた。彼は、できあがった印刷物1部を「補償」としてコルヴァイに送り、修道院に「持続的な免償」を確約した。今日まで所在が分からない手稿や三十年戦争で紛失した手稿がある中、広く普及することができたことを考えれば、この盗難は幸運であったとも言える。
これ以後の16世紀中にブルスフェルデ修道院の蔵書がコルヴァイに移された。この頃には、学習を目的として多くの学識者がこの図書館を訪れた。たとえばヘルマン・ハーメルマンは、ここを訪れたという証拠はないが、最もすばらしい図書館の一つにコルヴァイを挙げている。図書館は、三十年戦争の間に大きな損失を被った。

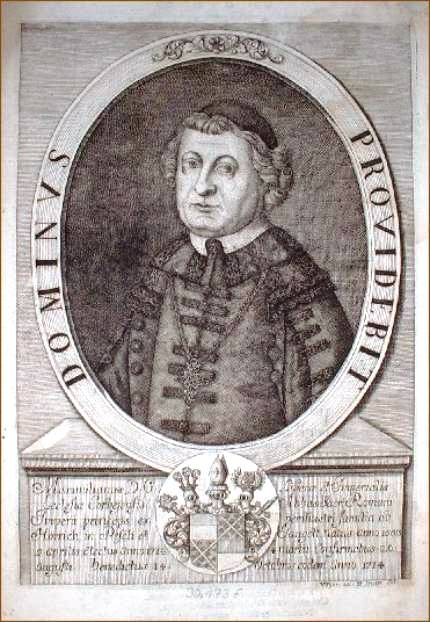
マクシミリアン・フォン・ホルリヒ

### 三十年戦争後の新修道院図書館
17世紀終わり頃のクリシュトフ・ベルンハルト・フォン・ガーレンが修道院長であった時代に、新しく多くの作品を購入することができた。バロック様式の新図書館を創設した領主修道院長マクシミリアン・フォン・ホルリヒが、この蔵書拡充を司った。図書館の書棚は2段以上に拡充された。マクシミリアン・フォン・ホルリヒは修道院や貴族の修道士集会の必要を満たす図書館を開設した。書物の製本は明色の革表紙と羊皮紙でなされた。その背には2本の青いストライプがあり、その上に本の標題、下に図書館での本の置き場所が書かれていた。製本されて持ち込まれた本は装丁が異なっていた。
1721年にブレーメンで開かれたオークションで修道院長マクシミリアン・フォン・ホルリヒは、手書きのメモを含む数多くの本を購入した。その作品のいくつかはプレモンストラート会ストラホフ修道院やプラハのイエズス会神学校で作成されたものであった。他の記録も、マクシミリアン修道院長がコルヴァイ修道院図書館のためにしばしば図書を購入したことを示している。記録は「ヘクスターで購入した」ことや、「ホルツミンデンである人物から購入した」ことを証明している。
後継者の修道院長の下でもコルヴァイ修道院図書館の書籍購入は行われた。蔵書は、1793年までに 6,000点を超えた。1803年のコルヴァイ図書館の目録の写しによって蔵書の概要を知ることができる。
1803年の世俗化後、図書館は廃止された。その処遇に関する交渉は1812年まで続けられた。しかし、一部はそれ以前にすでに秘密裏になくなっていた。歴史家パウル・ヴィガントは、1811年には期待していた書物の 1/4 しか残っていなかったと述べている。かなりの部分がマールブルク、ミュンスター、ボンへ運び出されていた。残った約 2,500巻は、コルヴァイ主任司祭区図書館としてヘクスターの首席司祭館の図書館に収められた。これらの書物は現在、パーダーボルンの大司教アカデミー図書館の蔵書となっている。

### 領主の図書館

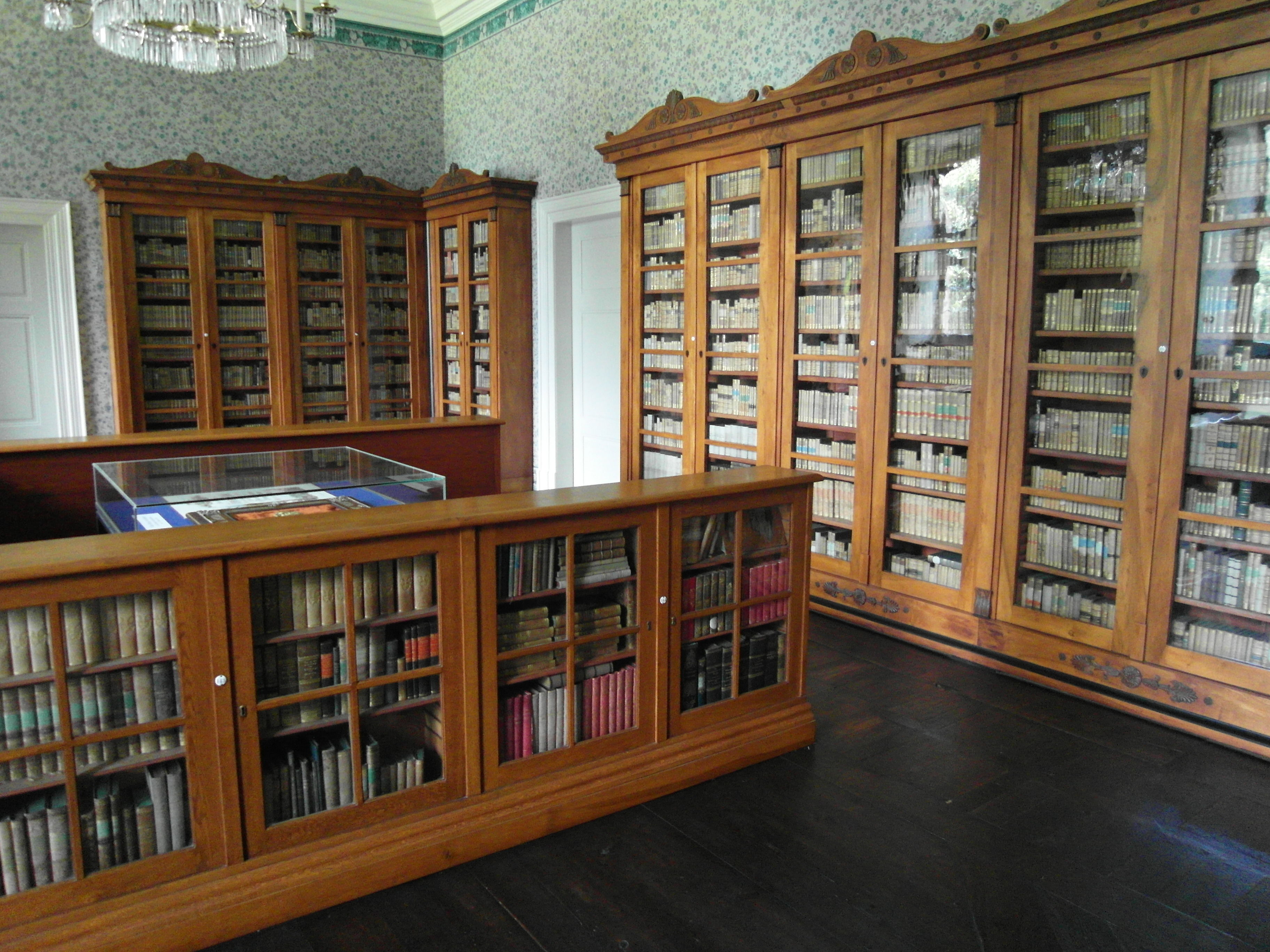
領主の図書館

領主の図書館はコルヴァイの第3の図書館であるが、古い修道院図書館とは関係がない。この図書館は、修道院外の、ヘッセン＝ローテンブルク方伯の純粋な世俗の書籍コレクションである。このコレクションは1825年から1833年までにローテンブルク・アン・デア・フルダからコルヴァイに持ち込まれた約36,000巻の書籍からなる。書籍の内容は、18世紀から19世紀の小説、紀行文、伝記、日記、戯曲や叙情詩である。この図書館には、15本の柱、漆喰天井、様々な種類の木材で作製された200棹の書棚、フランス製のタペストリーからなる。

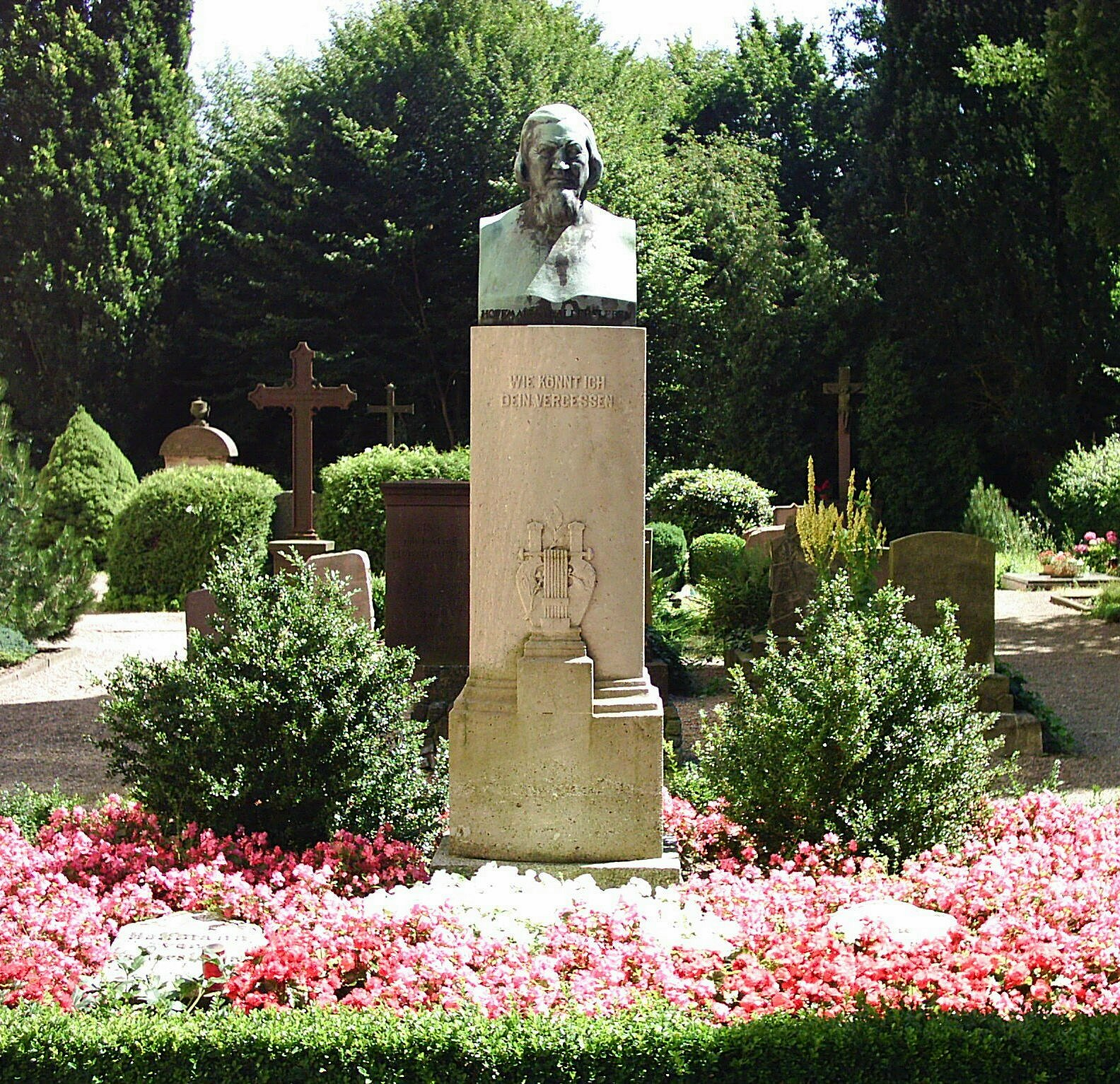
コルヴァイに建つアウグスト・ハインリヒ・ホフマン・フォン・ファラースレーベンの記念碑

ヴィクトル・アマデウス公は、1840年に初代コルヴァイ侯として城館と図書館を引き継いだ。彼は、アウグスト・ハインリヒ・ホフマン・フォン・ファラースレーベンを司書として雇用した。彼は1860年にコルヴァイに入り、研究書、価値の高い稀覯本、豪華装丁本を購入して、残り物コレクションという図書館の悪評を改善しようと試みた。蔵書は 74,000巻に増えた。
ホフマン・フォン・ファラースレーベンは1874年1月19日にコルヴァイで亡くなった。住民の多くが参加する中、彼は、1860年10月27日に先立った妻イーダが眠る修道院教会近くの小さな墓に埋葬された。墓石は名前が刻まれた、装飾された簡素な大理石板である。墓所の記念碑は高い石の台座の上に青銅製のこの詩人の胸像が載せられている。台座には「Wie könnt’ ich Dein vergessen」（どうしてお前を置き去りにできようか）と、彼の詩の一節が刻まれている。この記念碑は、1841年にファラースレーベンがヘルゴラント島で詠んだ「ドイツの歌」の70周年を記念して、1911年8月26日に除幕された。この詩人の息子で画家のフランツ・ホフマン＝ファラースレーベン（1855年 – 1927年）がこの記念碑をデザインした。
1985年から1999年にかけてパーダーボルン大学の作業グループが重要な書籍をデジタル化した。これらはマイクロフィルムとデジタル・メディアに保存され、一般に閲覧することができる。1999年からカタログがオンラインで利用できる。図書館の管理はパーダーボルン大学のコルヴァイ書籍・図書館史研究書 GmbH によって運営されている。
2007年に開始された修復プロジェクトによれば2012年6月から最後に修復された図書館の部屋も一般公開される。歴史的なタペストリーの状態は、この部屋の修復の重要な挑戦事項である。

## 建築

コルヴァイのレイアウト図。1 城館（旧修道院）、2 カイザーホールを含む儀典の間、3 領主の図書館、4 禁域の庭およびヴィートゥス礼拝堂を含む回廊、5 フォアブルク、6 倉庫、7 門、8 北塔、9 時計塔、10 聖ステファヌスおよびヴィートゥス修道院教会、11 マリエン礼拝堂、12 ベネディクトゥス礼拝堂、13 ヴェストヴェルク、14 ドライツェーンリンデン十字、15 茶亭、16 オフィス棟の中庭、17 ドライツェーンリンデンハウス

### 建設史

コルヴァイ修道院の修道院教会（建築 II）の平面図

修道院教会の定礎は822年に行われた。844年に長堂（建築 I）が献堂された。翼廊と内陣（建築 II）の献堂は867年であった。ヴェストヴェルクの建設は873年に始まり、885年に献堂された。
1145年から1159年には、修道院長ヴィバルト・フォン・シュタブロの下、ヴェストヴェルクの改造が行われた。中央の塔の撤去と2つのファサード塔の増築がこれに含まれる。1585年から1616年に修道院長テオドール・フォン・ベーリングハウゼンの下で2回目の大きな改築がなされた。塔の破風と屋根が建設、改築された。
古い教会施設に関しては、わずかな史料しか遺されていない。外郭線は、後のバロック様式の修道院施設とおおむね一致していたと考えられる。創設期の「Translatio sancti Viti」の記述によれば、この施設は計画的に建設されたと推測される。修道院の建物は、後世の施設と同様に教会の北側にあった。ここには回廊の遺構が見られる。この回廊周辺に修道院に付属する残りの建物が集まっていた。事務棟は、こうした施設の南側にあった。
17世紀から18世紀の新建築以前には、この他に墓地、果樹園、および修道院長の居館、来客や病人のための建物、オフィス棟などの建物があった。同時代の人物は1590年頃にこう書いている:「修道院の建物は、一部は古く、一部は新しい。建物はかなり数多く、外からはまるで立派な都市のように見える。」
三十年戦争は、カロリング朝の修道院教会を廃墟に変えた。ヴェストヴェルクを除き、教会は1665年に取り壊された。新しい教会堂は1667年から1671年に建築家ニクラス・デンテルによって建設された。その調度は、オルガン（1681年建造）を除いて1675年までに完成した。この教会堂は1681年に献堂された。
カロリング朝の修道院建築は三十年戦争の間に大きく損傷した。新しい修道院の建設は、領主修道院長フローレンツ・フォン・デム・フェルデの下、1699年に始まった。領主修道院長マクシミリアン・フォン・ホルリヒの時代、1715年に東翼が完成した。監視所、住居棟、倉庫は、その後の修道院長（ユストゥス・ヴェーマー、ヒルデスハイム）の時代に造られた。修道院教会内陣最奥部のベネディクトゥス礼拝堂は、1727年から造営された。園亭は1741年に建設された（パーダーボルンのフランツ・クリストフ・ナーゲルによる）。教会南側のマリエン礼拝堂は、1790年まで遡る。領主司教の時代、1794年に本来の修道院施設の外側にドライツェーンリンデンハウスが建てられた。
1945年から1965年までの間、教会および新修道院の大規模な改修工事が行われた。これに伴い、1951年から1953年に教会の発掘が行われた。1945年から1961年までの間にヴェストヴェルクの壁画の上塗りが剥がされた。1960年にカロリング朝の漆喰像の痕跡が発見された。1974/75年にはウーヴェ・ロベダイによる教会の床部分の発掘が続いた。1977/78年にはヴェストヴェルクの発掘が行われた。数年後の、1992年に、ヴェストヴェルクから酸化鉄の赤色を使ったカロリング朝の壁絵、いわゆる「スィノプ人」が発見された。

### 建築

#### 概要
現在のコルヴァイ城館（バロック様式の旧ベネディクト会修道院で、1699年から1721年に建設された）は、8万 m2 を占めている。バロック様式の旧修道院建築の他に、ヴェストヴェルク、修道院教会、オフィス棟がある。外観は、かつてのバロック様式の修道院建築と、2本の塔を持つヴェストヴェルクの中世のファサードが併存していることを特徴とする。正方形の塔は、施設の角の頂点を際だたせている。

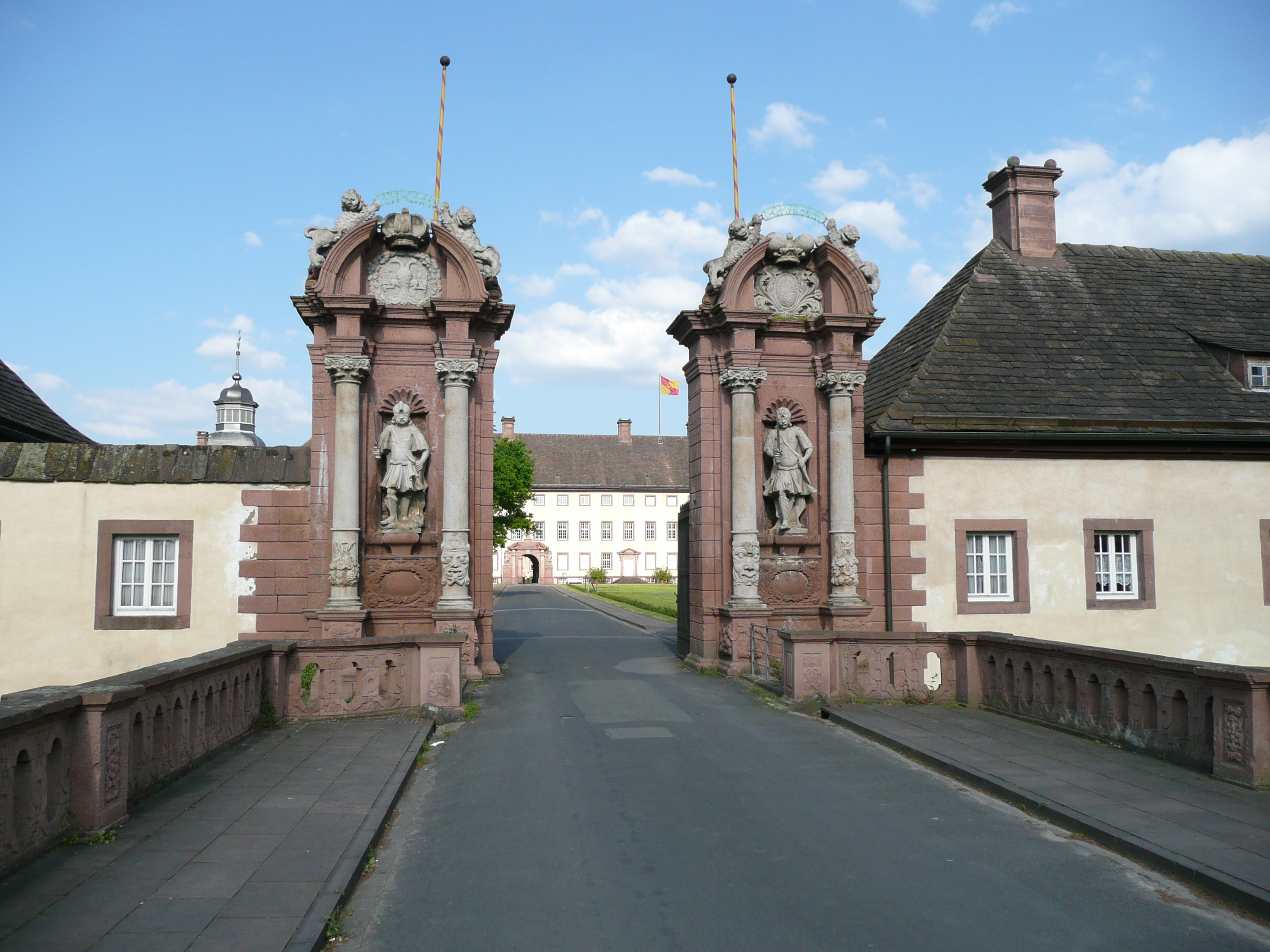
コルヴァイの門

修道院への道は石橋を通って門に至る。門柱の前面にはオリエンタル風の兵士を思わせる 2体の衛兵像があり、内側には 2体のランツクネヒト像がある。門の北内側はかつての馬車庫や厩舎（現在は城館レストランになっている）と接している。門の南近くには、廷臣の宿舎があった。門から延びる小径は緑地の中を通っている。緑地の南側は、三方を3階建てのオフィス棟に囲まれた中庭に接している。訪問者は、旧修道院の建物の西正面（ヴェストフロント）を見ることになるが、その南端は中世のヴェストヴェルクと接している。全長 112 m のヴェストフロントは、4階建てで、それぞれ32列の窓がある。この建物は、2つの大きな玄関と、3つの小さな玄関で区分されている。旧修道院棟の中庭へと続く道の両側には寄進者のカールとルートヴィヒの像がある。
北翼はバロック建築の表側であった。90 m の長さがある正面は、2本の正方形の塔で挟まれている。中央部にはリザリートエプロン（建物正面の突出部分）がある。これには巨大な付柱がつけられ、三角破風を戴いている。北側正面前には濠が掘られていたが、1836年に埋められた。これと同時期に修道院庭園に続いていた石橋も破壊された。現在は、濠の一部だけが遺されている。
北翼に続く東翼は、やはり 112 ｍ の長さがある。ここには2つの入口が設けられている。東翼と西翼は接続翼で結ばれており、これにより2つの中庭が形成されている。北側の中庭は両側の通り抜け可能な入口で開放されている。これに対して南の中庭はフリートガルテン（禁域の庭）であり、外からの入口はなく、この庭を取り囲んでいる回廊からしか出入りできない。
この南側は、教会とヴェストヴェルクが長方形を描く形でふさいでいる。教会の北と南には、19世紀に設けられた墓地がある。
かつての修道院の敷地内を流れるシェルペ川は、城館の西翼の下を流れ城館の裏手でヴェーザー川に合流する。
- 旧修道院の中庭
- 旧修道院の回廊

#### ヴェストヴェルク

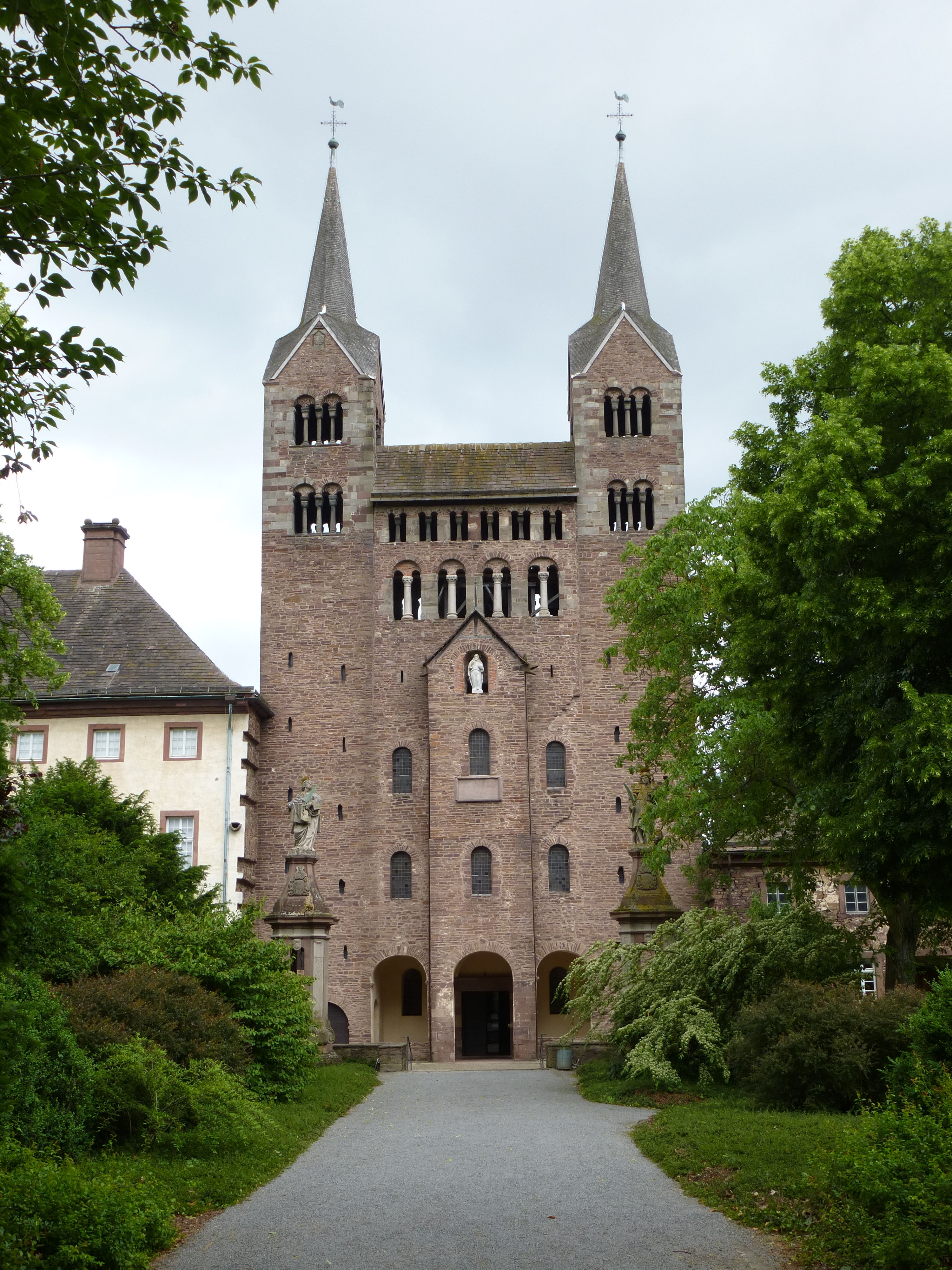
コルヴァイのヴェストヴェルク

##### 外部構造
現存する最も古い箇所がヴェストヴェルクである。これは旧修道院教会の西側部分に建っていた独自の建築部分である。カロリング朝のヴェストヴェルクは、2つのファサード塔と中央に角塔の、3つの塔がある建物として 9世紀に建設された。12世紀に 2本の塔のファサードへの改造がなされた。異なる壁から異なる建築時期が判る。高くそびえるヴェストヴェルクは、2本の側塔と、中央にリザリート風の張り出しがある中央構造物からなる。ここには創建当時の銘板が取り付けられている。この銘板には以下のように記されている: CIVITATEM ISTAM TV CIRCVMDA DNE ET ANGELI TVI CVSTODIANT MVROS EIVS（主よ、この街を囲みたまえ、そして天使をその壁の守護とならしたまえ）。

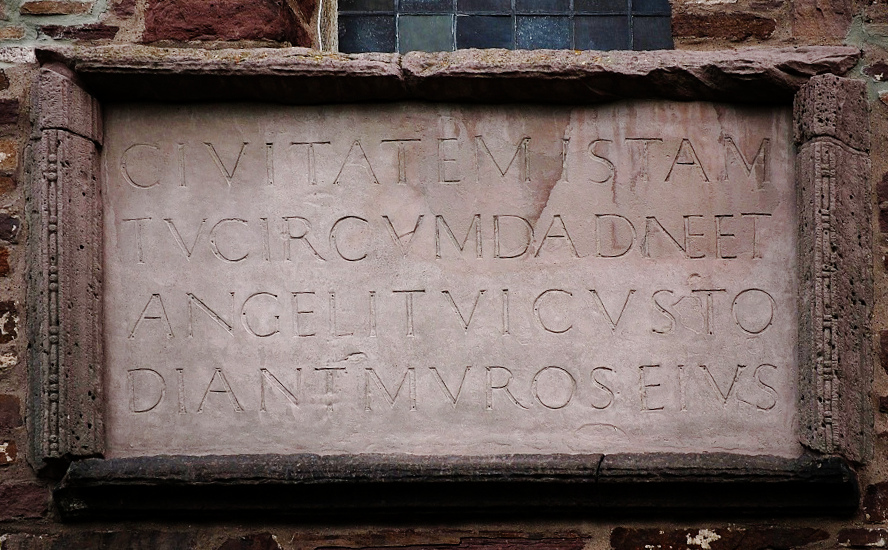
ヴェストヴェルクの創建時の銘板

カロリング朝に造られたヴェストヴェルク下部は、不規則な造りの切石の壁からなっている。この壁には、半円アーチの窓と採光用のスリットが穿たれている。中央の構造部の上に建つ3階建ての鐘楼は建物全体から際立っている。上部に一列に並んだ 4つのアーチ型開口部は 12世紀に造られた。二連アーチの窓を持つ塔の上層部分もこの頃に建設された。中央部分と塔の屋根は 16世紀末に建設された。
ヴェストヴェルク西側の正面入口である拝廊は、もう現存していない。修道院長ハインリヒ・フォン・アッシェブロック（1617年 - 1624年）によって取り壊された。ヴェストヴェルクは旧修道院とオフィス棟にはさまれている。

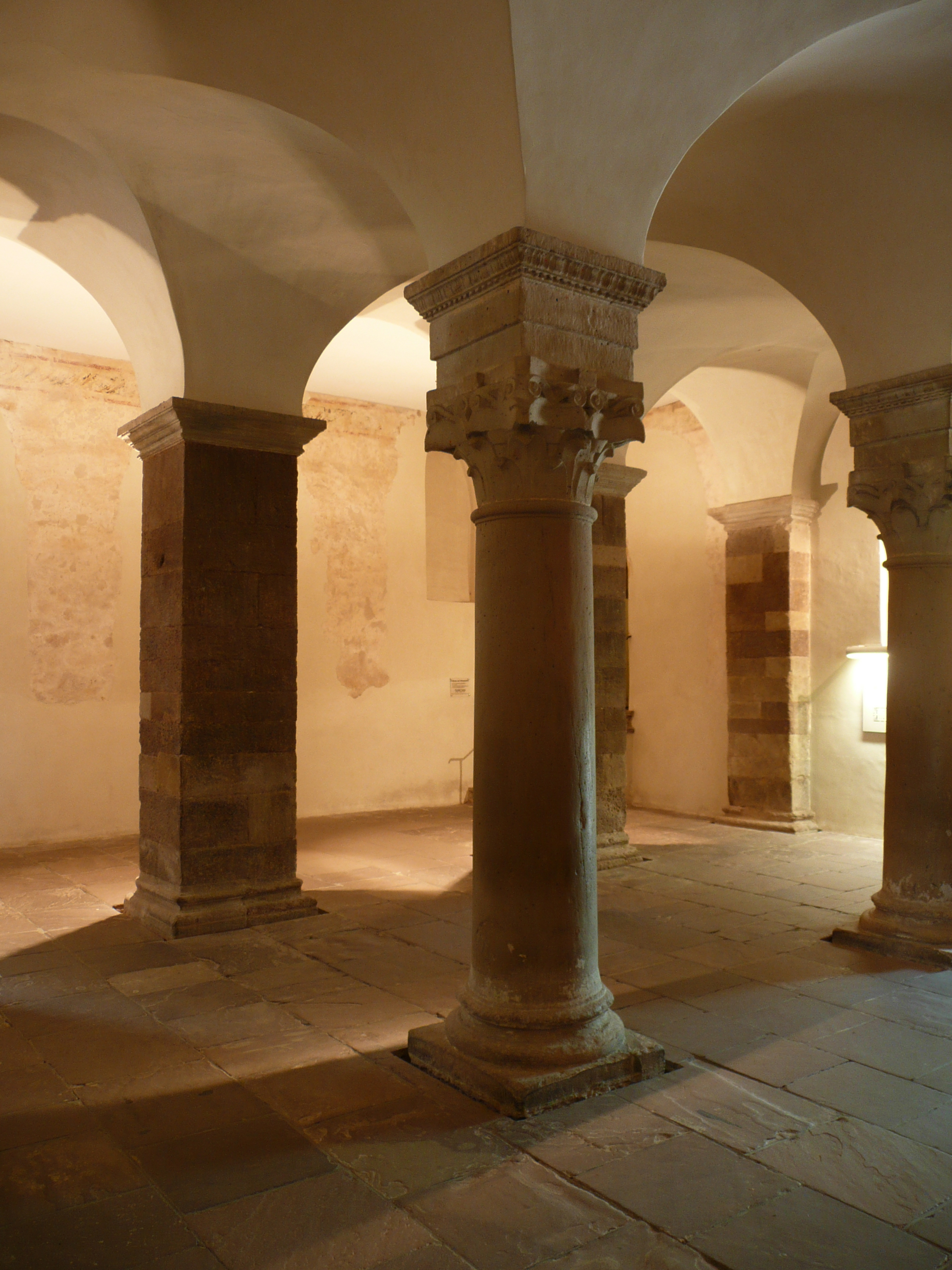
ヴェストヴェルクの柱

##### 内部構造
3本のアーケードを通り抜けると、カロリング朝の入り口ホールに達する。これは正方形の平面を持つ5廊式の空間である。この正方形の形は、正方形に切り出された柱で構成されている。この正方形の内部に、4本の柱によって形成されるもう一つの正方形がある。柱は、高く、コリント様式に様式化された木の葉模様の柱頭を持つ。
主空間は、2つの側廊に囲まれている。入り口ホールの東側部分はヴェストヴェルクと教会の接続部である。1600年頃にこの空間にヴォールトが増設された。
入り口ホールの西の角にヴェストヴェルクの中心となる部屋がある上階へ続く階段がある。このヨハニスコールは正方形の平面を持つ天井の高い空間で、16世紀の角材を剥き出しにした天井を持つ。ここは、いくつかの脇空間や桟敷に囲まれている。さらに西側に大きなアーチ状の開口部を持つ桟敷ゾーンがある。カロリング時代には、中央の正方形部分の上に第3の塔があった。

##### 調度

###### 壁画

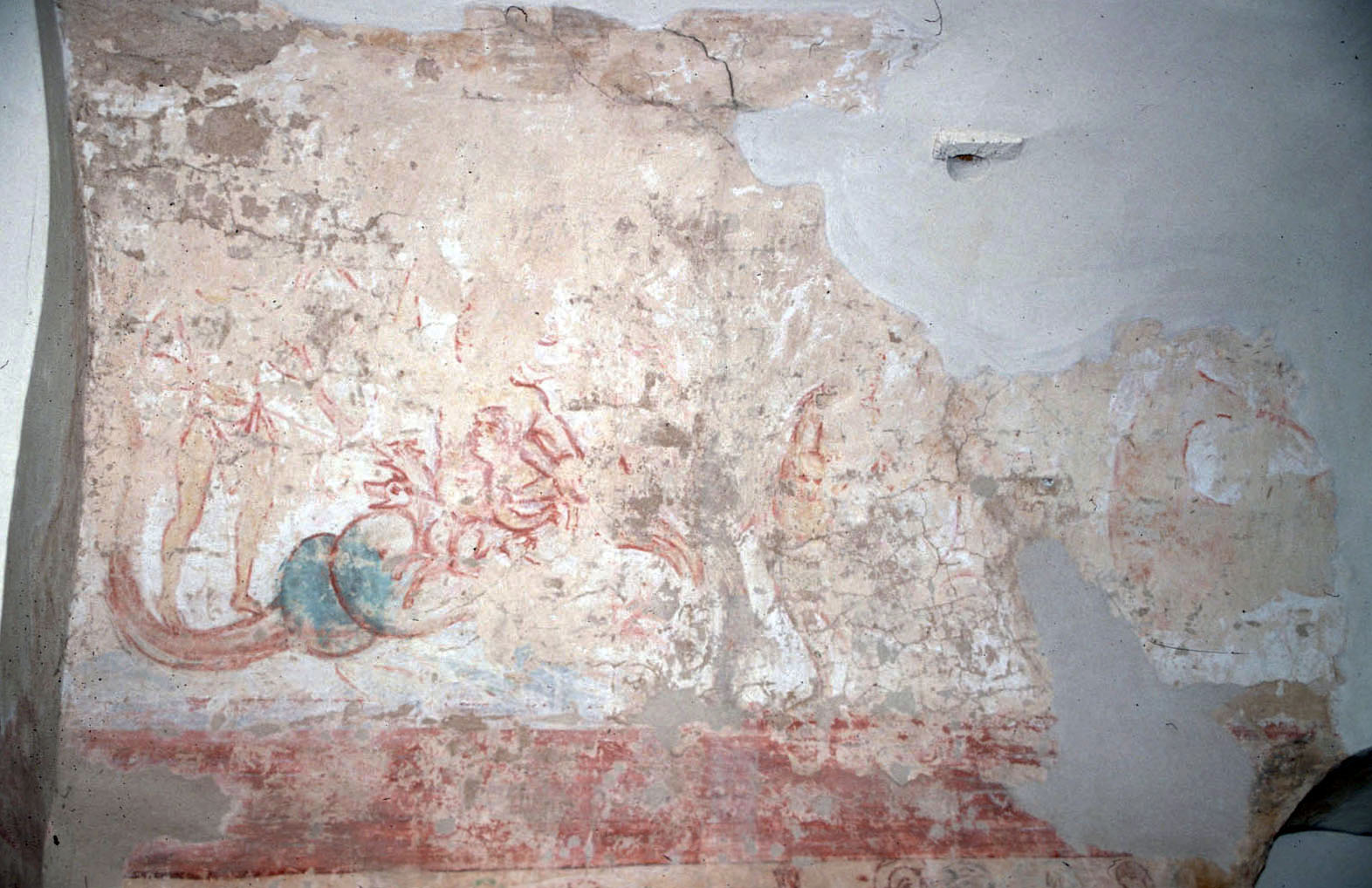
オデュッセウスの壁画

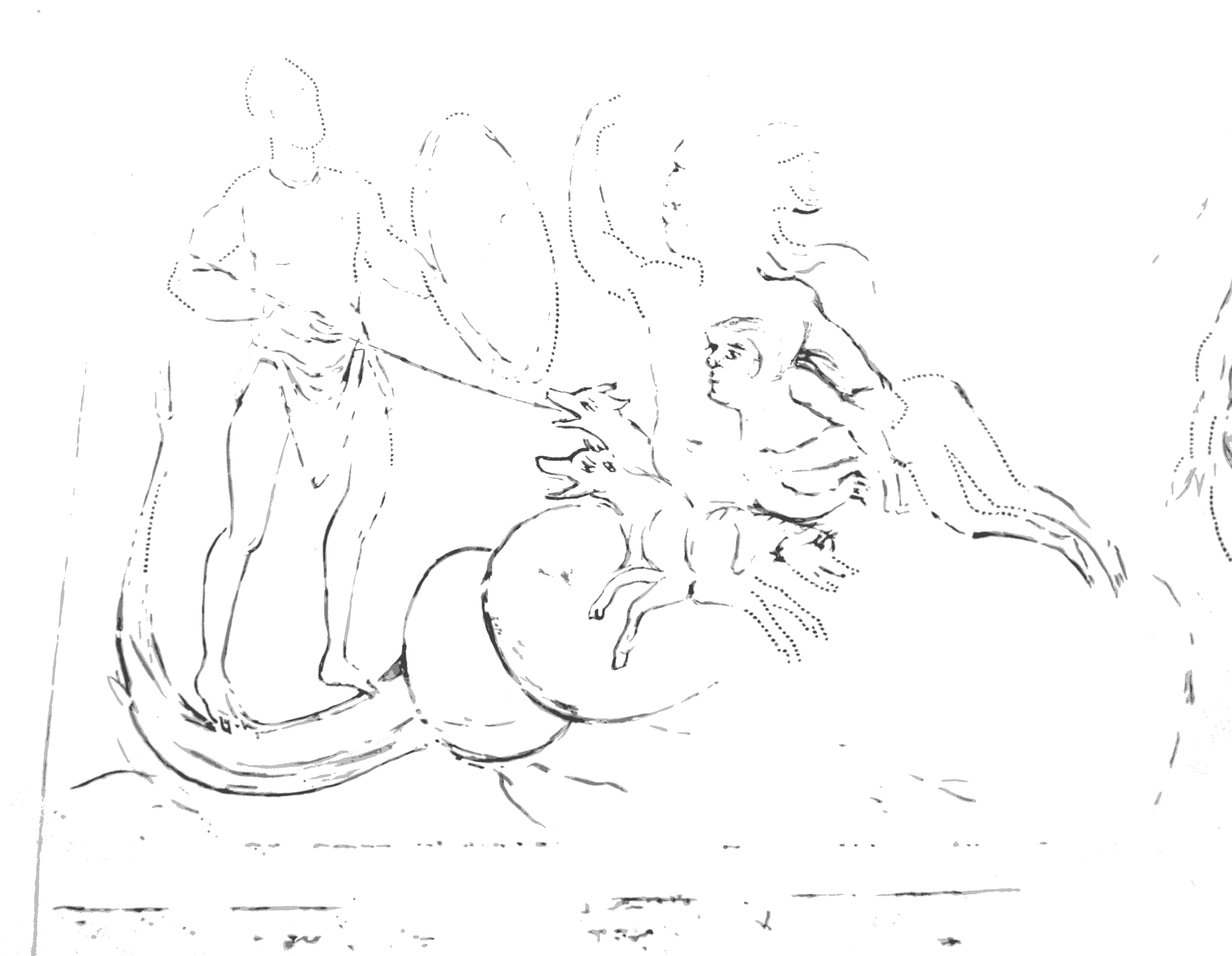
オデュッセウスの壁画の模写スケッチ

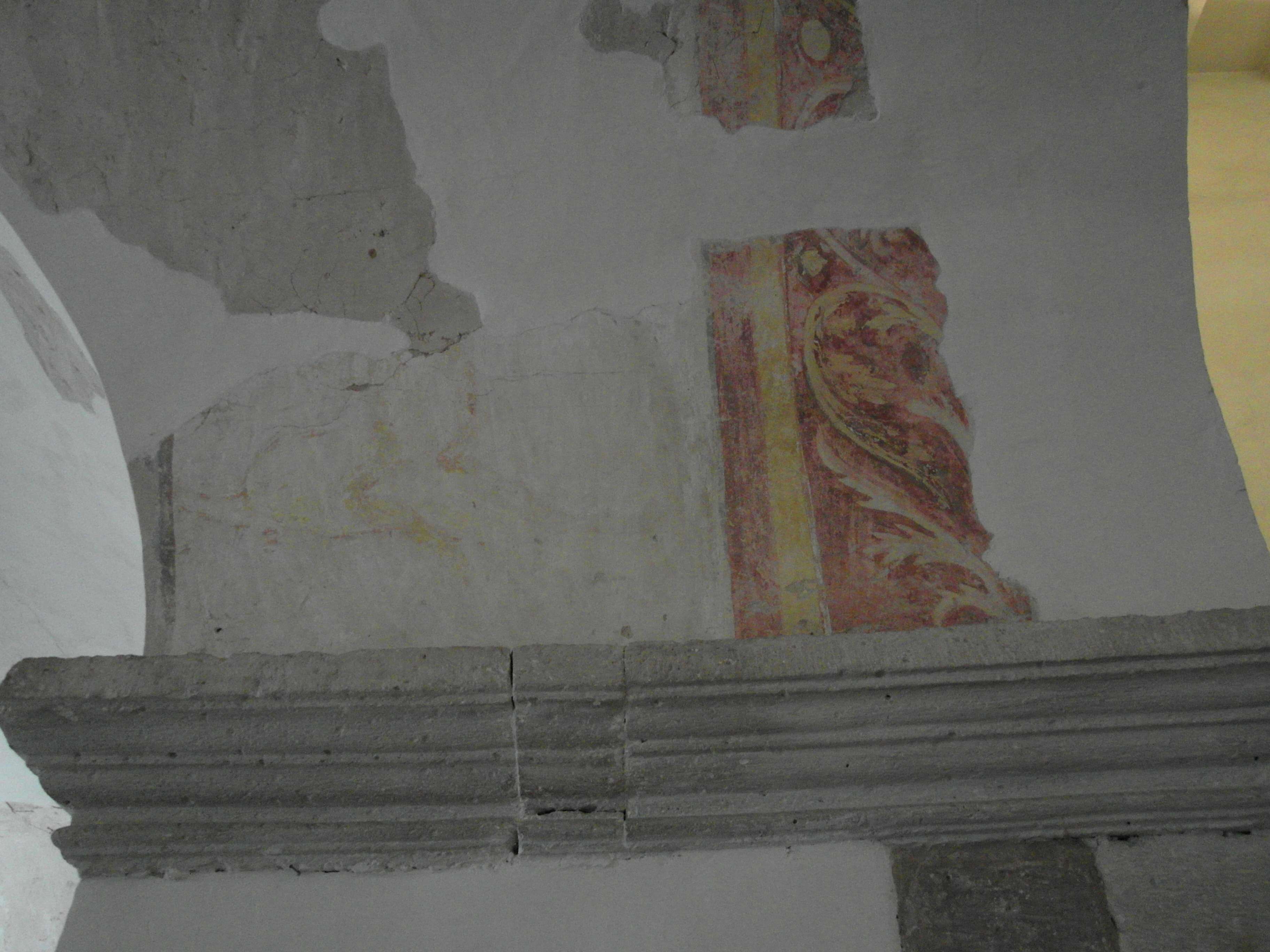
イルカに乗る人物の壁画

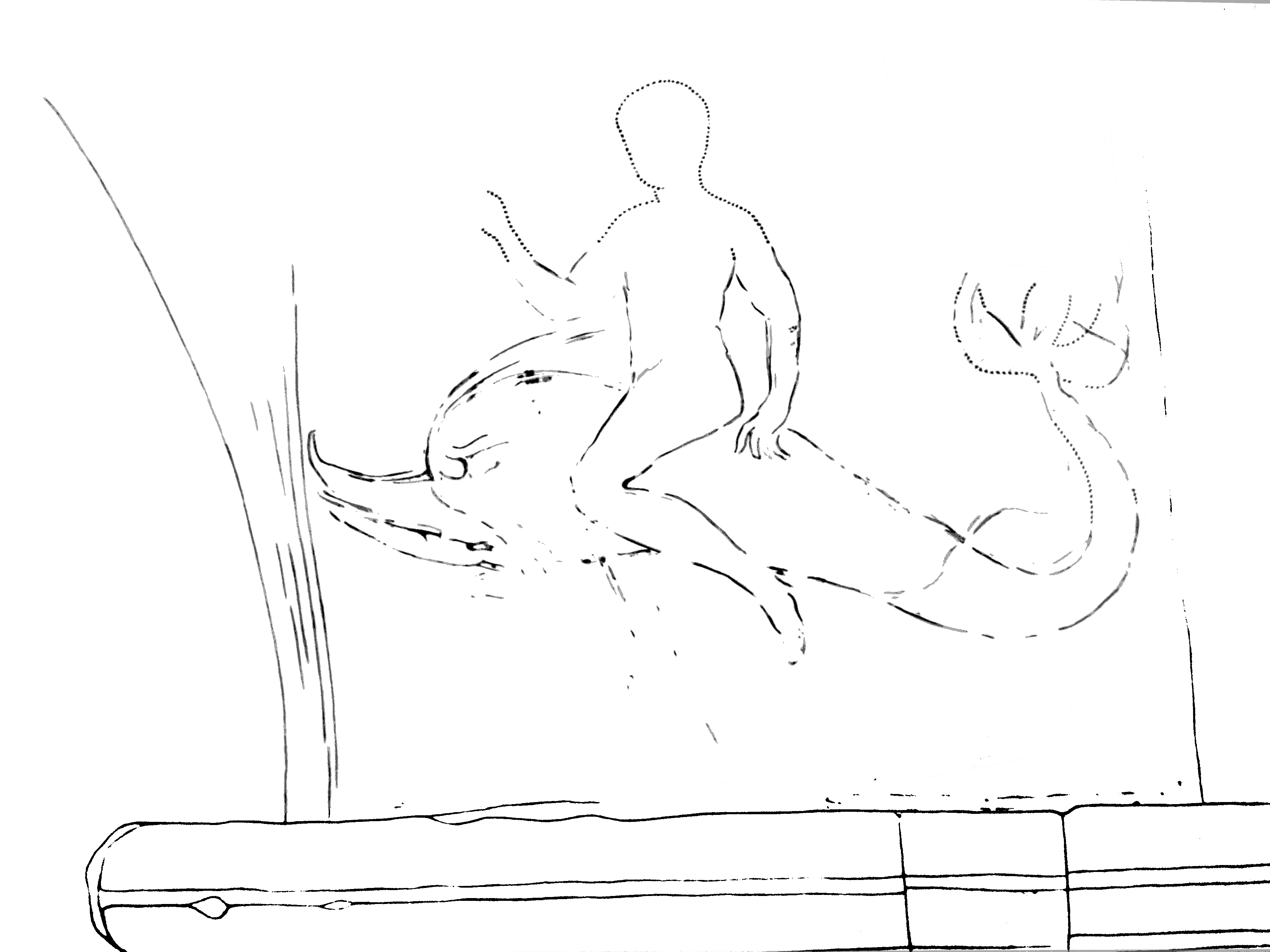
イルカに乗る人物の壁画の模写スケッチ

すべての階に、装飾帯、アカンサスの蔓、幾何学的意匠といった壁画が描かれている。入り口ホールの描画の痕跡は、上階に比べると全体的にわずかである。南廊の壁画は1961年に発見された。ここには、古い壁の前にゴシック様式のヴォールトがあり、一部は水漆喰で、一部は彩色された壁画が保存されていた。見られたのはやはりアカンサスのフリーズであった。これは天井のすぐ下に壁に部屋を取り囲んで描かれていた。アカンサスの葉は、緑地に斜めに配置され描かれた。柱はおそらく赤く彩色されていた。その痕跡は多くの柱で見ることができる。柱頭もやはり彩色されていた。柱の軸部に色の痕跡は見られない。
最も豊かに壁画で装飾されているのは上階の正方形の間である。直接石材の上に描かれた絵と漆喰の上に描かれた絵に違いがあることがわかる。ただし、漆喰は大きく損傷している。柱は赤に塗られていた。基部や柱頭にその痕跡が遺されている。これにより、バラ色から黄色、赤、緑、青といった多彩な色が用いられていたことが分かる。アーケードのアーチには赤と黄色のストライプで縁取られていた。アーチの内側面には植物文様の装飾が描かれていた。
桟敷部分は、何世紀にもわたって塗り壁で封じ込められていたため、壁画の大きな遺構が保存されている。内側は、水漆喰を塗った地の上に彩色された柱がある。アーチの内側面はもっぱら幾何学模様で装飾されている。桟敷の開口部下部には縁飾りを描いた跡が遺っている。
上階西の部屋には、彩色の跡があるカロリング朝のヴォールトが保存されている。この西の部屋の北側には、いくつかの絵の断片が見られる。その絵はギリシア神話の場面を題材としている。海の怪物スキュラと戦うオデュッセウスである。スキュラは人間の上半身に海獣の尾部という姿で描かれている。頭部は遺っていない。尻のあたりに2頭のイヌの頭が見える。左腕は人間の姿で描かれており、頭と上半身を識別することができる。オデュッセウスは蛇の尻尾の横に体を軽くひねった姿勢で立ち、スキュラの方を向いている。オデュッセウスも上半身と頭部は遺されていない。彼は腰布を巻いている。右手に槍を持っており、それをイヌの口に突き刺している。
この神話を題材にした絵画は、キリスト教と関連して解釈されなくてはならない。初期キリスト教の教父たちは、古典的な神話的素材を受け継ぎ、キリスト教的世界観に移し換えた。オデュッセウスは、信仰を通して罪深い現世の苦難を克服する力を得た有徳のキリスト教徒を具現化している。スキュラとその他の海の怪物は汚れた世界の誘惑を表している。この古典的な神話のキリスト教的解釈転換は、現存する最も古い例である。オデュッセウスは、槍で悪魔の竜にとどめを刺す大天使ミカエルと類似している。
その右の断片には、ハープのような楽器を持った髪の長いセイレーンが描かれている。その他の海の怪物や想像上の動物は、かろうじて判別できる程度である。上述の壁画の下には赤っぽいフリーズが描かれている。西の外壁には彫刻された柱の戦士とともに、壁にフリーズが施されている。
北のアーケードの南脇にイルカに乗った人物がある。この絵は上向きのアカンサスによる縁飾りの間のヴォールト面に描かれている。乗り手の頭や肩は消えている。尾びれの終わりも判別できない。乗り手は左手をイルカの背に当てて体を支えている。右手は、軽く曲げて前方に突き出している。

###### 漆喰像
コルヴァイの建築研究者は、1960年に、正方形の間の床下のゴミを調査する中で、漆喰の塑像断片を発見した。これらは、当初は整理がなされなかった。南東の中間柱の上にあるカロリング朝の壁の発掘後の1992年になってやっとオキシドロート（鉄錆のようなオレンジがかった赤）の彩色が表に出た。赤い線が完全に露出するとチュニックとクラミスをまとった等身大の人物が描かれていた。この赤い下絵は「ジノピー」と名付けられた。さらなる研究により、他の中間柱の上にも下絵が描かれていたことが判明した。
同じ時期に、ジノピー付近にオーク材のくさびが見つかった。このくさびは、壁の隙間に打ち込まれていた。さらに石膏を含んだ素材の痕跡も発見された。これにより、ジノピーは漆喰像の下絵として用いられていたことが示された。壁のオーク材のくさびはこの等身大の漆喰像を固定するものであった。こうした仮説を検証するために先の漆喰断片が役立った。この断片は、壁の隙間の跡や2つのくさびの位置から元の場所に戻された。漆喰はグループごとに配置された。断片には7箇所の置き場所があったことがわかっている。
この像は、おそらく、2人の女性と 4人の男性であったと推測される。女性は長いチュニックとスカーフ風の頭巾を身につけている。アトリビュートや銘文が失われているため、この像が何を表しているものか精確には分からない。

#### 旧修道院教会

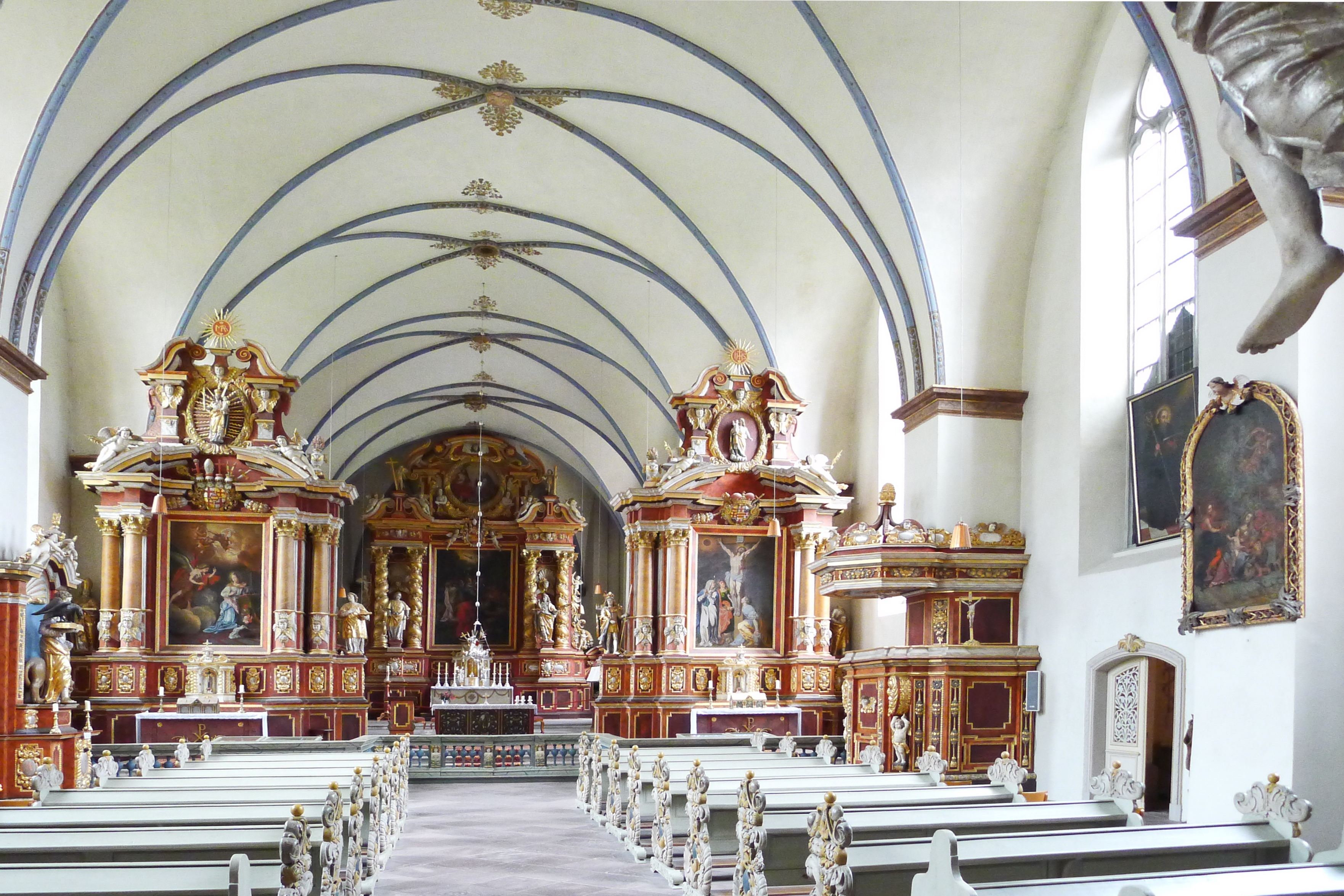
コルヴァイ修道院の内部。前方左の祭壇がマリア祭壇、右の祭壇画ヨーゼフ祭壇

元々の修道院教会は、幅の狭い側廊を持つ三廊式の長堂であった。堂の中央部にアーケードの開口部があったのだが、詳細は分かっていない。長堂は、東側は、おおむね正方形のクワイヤに接続していた。アプスの工事を含むわずかな改築がクワイヤの東で行われた。クワイヤの下には地下聖堂があった。完成直後、ヴェストヴェルクの建設前に、この建築 I は、いわゆる建築 II に改築された。東部にはめ込まれた長方形のクワイヤと半円形のアプスはこの工事によるものである。この頃に、内陣周囲の周歩廊と外部地下聖堂が設けられた。さらに東に向かって延びる2本の地下道と、東側の十字型の礼拝堂も造られた。内陣の横腕は全体的に拡張された。
1667年以後に建設された聖ステファヌスおよびヴィートゥス教会は、ゴシック様式のホール式教会である。東側には、小さな増築部分のベネディクトゥス礼拝堂がある。教会の窓は背の高い尖頭アーチ窓である。この教会はせり持ちのない交差リブヴォールトで構成されている。

##### 調度

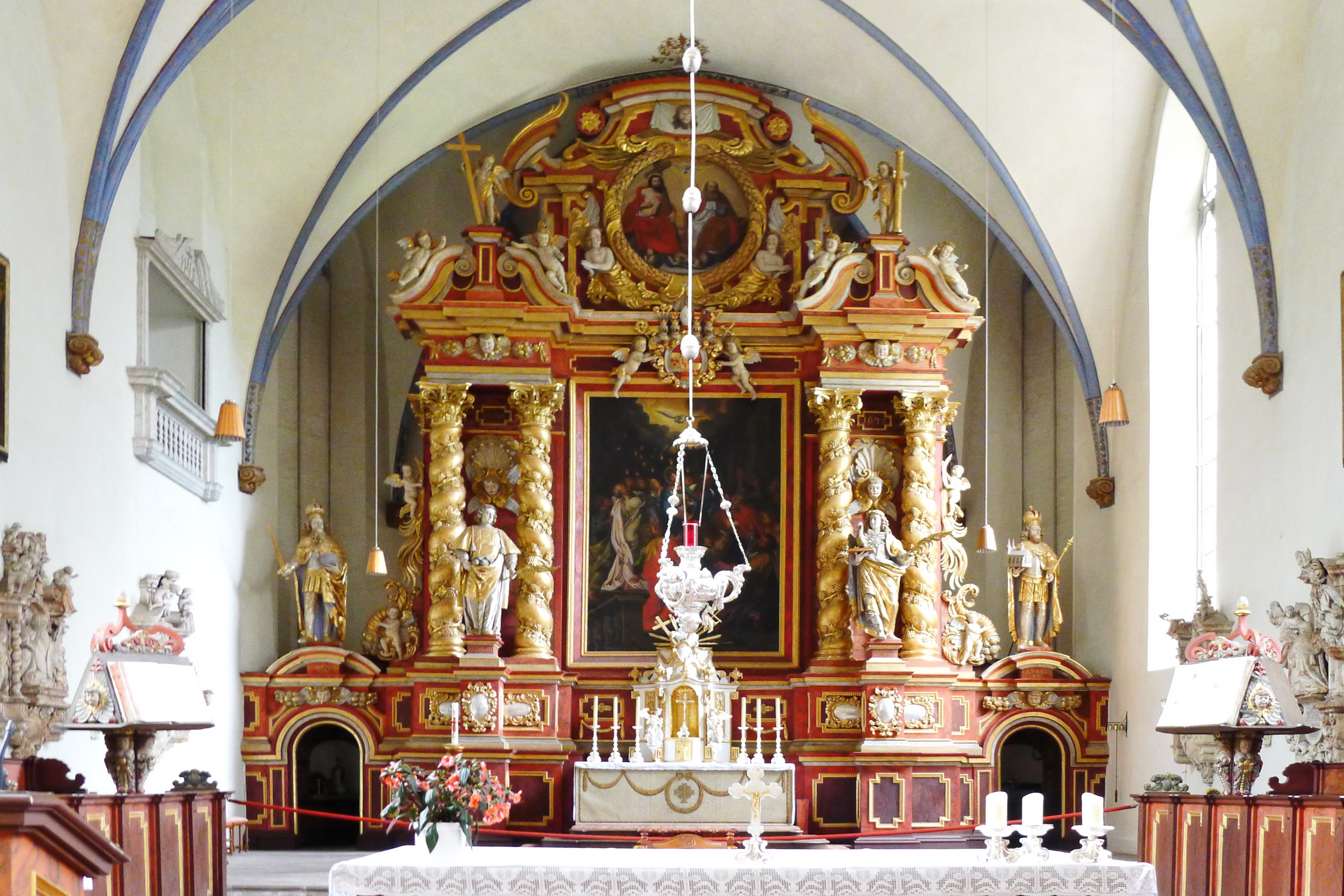
コルヴァイの旧修道院教会の大祭壇

バロック時代の豊かなインテリアは、ゴシック様式化された簡素な建築本体と好対照をなしている。主祭壇に対する装飾は、徐々にエスカレートしていったことが分かる。祭壇室と会衆室は、聖体拝領台で分けられているだけである。ブラーケル出身のパーダーボルンの宮廷画家ヨハン・ゲオルク・ルドルフィがこのインテリアをデザインした。内装工事や彫刻制作はアッテンドルン出身のヨハン・ザッセが、金細工や壁画はベックム出身のアントン・シュピルトホーフェンが行った。後の壁には、2人の主要な守護聖人である聖ステファヌスと聖ヴィートゥスの像を祀る祭壇がある。この2体の像はそれぞれ植物の蔓を表現する螺旋装飾の柱の間にある。装飾のない柱は、重いエンタブラチュアを支えており、その上部には三位一体を表現したメダイヨンが掲げられている。
創始者のカールとルートヴィヒの像は完全に外に建っている。大祭壇には、教会暦に対応する「キリスト生誕」、「磔刑」「聖霊降臨の奇蹟」「マリアの被昇天」の4つの絵がある。描いたのは、ヒエロニムス・ジースとブラウンシュヴァイク出身のトビーアス・クヴェールフルトであると証明されている。
脇祭壇の2つの絵は、ヨハン・ゲオルク・ルドルフィによるものである。北のマリア祭壇には受胎告知、南のヨーゼフ祭壇には磔刑が描かれている。この2つの祭壇は、1676年にパーダーボルンの領主司教フェルディナント・フォン・フュルステンベルク（1626年 – 1683年）によって寄進された。北の祭壇を聖アウグスティヌス（または聖リボリウス）と聖ステファヌスの木像が囲んでいる。南の祭壇は、完全武装したメルクリウスが傍らに立つ。他の面には、自分の頭を手に持つユスティノスが立つ。脇祭壇の裏には、回転可能な聖書台を持つ2列の参事会員席が並ぶ。参事会員席の裏の壁には、コルヴァイの歴史に関連した木像が飾られている。

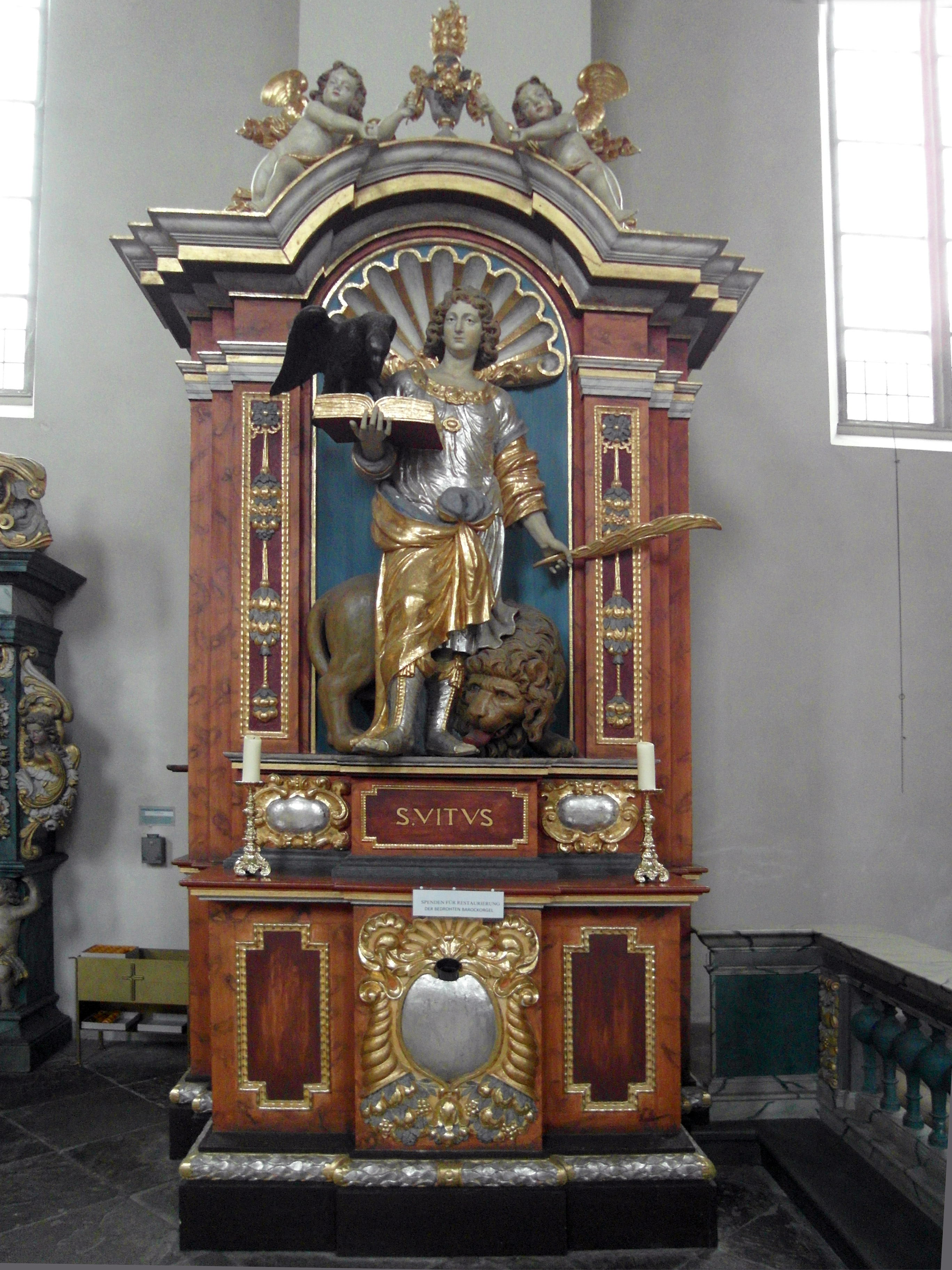
聖ヴィートゥスのモニュメント

クワイヤの対称的な配置は、教会内の講壇や聖ヴィートゥスのモニュメントとの対比でより強調されている。このモニュメントは、聖人の脚をなめる獅子、ワシ、シュロの枝、本といった典型的なアトリビュートを備えた聖ヴィートゥスの像である。教会の空間は、広い祝祭ホールとして認識され、会衆は、聖職者席と一般席とが切り離されていない一体空間を体感する。
卓越した芸術的品質を有するのが、内陣にある領主修道院長クリストフ・フォン・ベリングハウゼン、フローレンツ・ゴン・デム・フェルデ、マクシミリアン・フォン・ホルリヒ、カール・フォン・ビッタースドルフの 4つのアラバスター製のエピタフである。最初の 3基はギールスハーゲンの彫刻家ハインリヒ・パーペンの作品である。カール・フォン・ビッタースドルフのエピタフは彫刻家ヨハネス・ポルマンによって製作された。やはりパーペンの手によるものとしては、聖ステファヌスと聖ヴィートゥスの聖遺物箱があり、おそらくは告解席もそうである。

###### バロック・オルガン
修道院教会のオルガンは、ヘクスターのアンドレアス・シュナイダーによって1681年に建造された。1718年には、かつてアルプ・シュニットガーの弟子であったヨハン・マティアス・ナウマンによってリュックポシティブ部分（演奏台の背後に配置されている部分）が拡充された。コールオルガン（内陣で使われる小型のオルガン）は、1822年に新しいカトリック教会の主オルガンとしてアーメルンクセンで建造された。この楽器は19世紀に何度も改造された。風函機構がシュプリングラデンから一部がシュライフラーデン (cf. Windlade) に置き換えられ、グロッケンシュピールが取り付けられた。このオルガンは最終的には1994年にオットーベルゲンのオルガン製造業者ザウアーによって良好な状態に整備された。新たに大規模な修復が計画されている。この楽器は、2段の鍵盤とペダルで 32のストップを有している。

###### 鐘
ヴェストヴェルクの中間部分には、4つの世紀に製造された 4つの鐘が吊り下げられている。最も古く、最も大きな鐘が、1584年にヘルマン・ボックとハンス・フォーゲルマンによって鋳造された「カンタボーナ」である。三十年戦争の終結後、保存されていた「カンタボーナ」を基に鐘の音を新たに創り出そうと、何世紀にもわたって再建が行われた。参事会は、「カンタボーナ」の歴史的重要性を鑑みて、かつてロートリンゲンを遍歴した鋳造家でシュタインハイムに住んでいたクラウディウス・ブリコンに 2番目に大きな鐘の製作を依頼した。
| No. | 名称                                               | 鋳造年     | 鋳造者、鋳造場所                           | 直径 (mm) | 重量 (kg、概算) | 音階    |
| 1   | カンタボーナ（聖ヴィートゥス）                     | 1584年     | ヘルマン・ボック、ハンス・フォーゲルマン   | 1266      | 1,500           | f1 +5   |
| 2   | ベネディクトゥス                                   | 1683年     | クラウディウス・ブリコン、シュタインハイム | 995       | 600             | fis1 ±0 |
| 3   | マリア、アンスガー、レムベルトゥス、アーデルハルト | 1782年     | グレーヴェ鋳造所、メシェデ                 | 867       | 380             | a1 +4.5 |
| 4   | 聖ヨーゼフ                                         | 20世紀前半 | フンペルト社 (?)                           | 602       | 130             | e2 ±0   |

1. ↑  音名の後の数値は、音名からのズレを半音を16等分した数値で表している。

#### 旧修道院の内部

##### 修道院長のギャラリー
修道院長のギャラリーは、修道院東翼の 2階にある。ここはかつて修道士の居住区域であった。狭い間隔で並んだ扉から、現在もそのことが判る。この名前は、壁に 65枚の修道院長の肖像画が掲げられていることに由来する。最後の数人の修道院長だけが実在人物の写生で、他は画家による想像図である。これらは、領主修道院長フローレンツ・フォン・デム・フェルデの注文によるもので、ブラウンシュヴァイクの画家トビーアス・クヴェールフルトが1714年に完成させた。最後の 2枚は後に追加されたものである。
三十年戦争終結後の修道院の復興は、クリストフ・ベルンハルト・フォン・ガーレンによって始まった。フォン・ガーレンとその後継者であるクリストフ・フォン・ベリングハウゼンの下、修道院教会が再建された。フローレンツ・フォン・フェルデは修道院の建物再建の礎石を据え、その後継者マクシミリアン・フォン・ホルリヒがこれを完成させた。最後の 2人の領主司教の肖像は、領主修道院長のテオドール・フォン・ブラーベックとフェルディナント・フォン・リュニンクである。
修道院長のギャラリーに接するスペースは、現在一部が展示スペースとして用いられている。見所は、展示品と、バロック時代の祭式装飾一式である。さらにヴィートゥスの棺、パレードの際に運ばれる聖ステファヌスとヴィートゥスの胸像がある。東翼の他のスペースには、ヘクスター＝コルヴァイ文化クライスのオフィスやラティボールの運営部門がある。

##### バロックザールとギャラリーのある角の廊下、オルガンの廊下

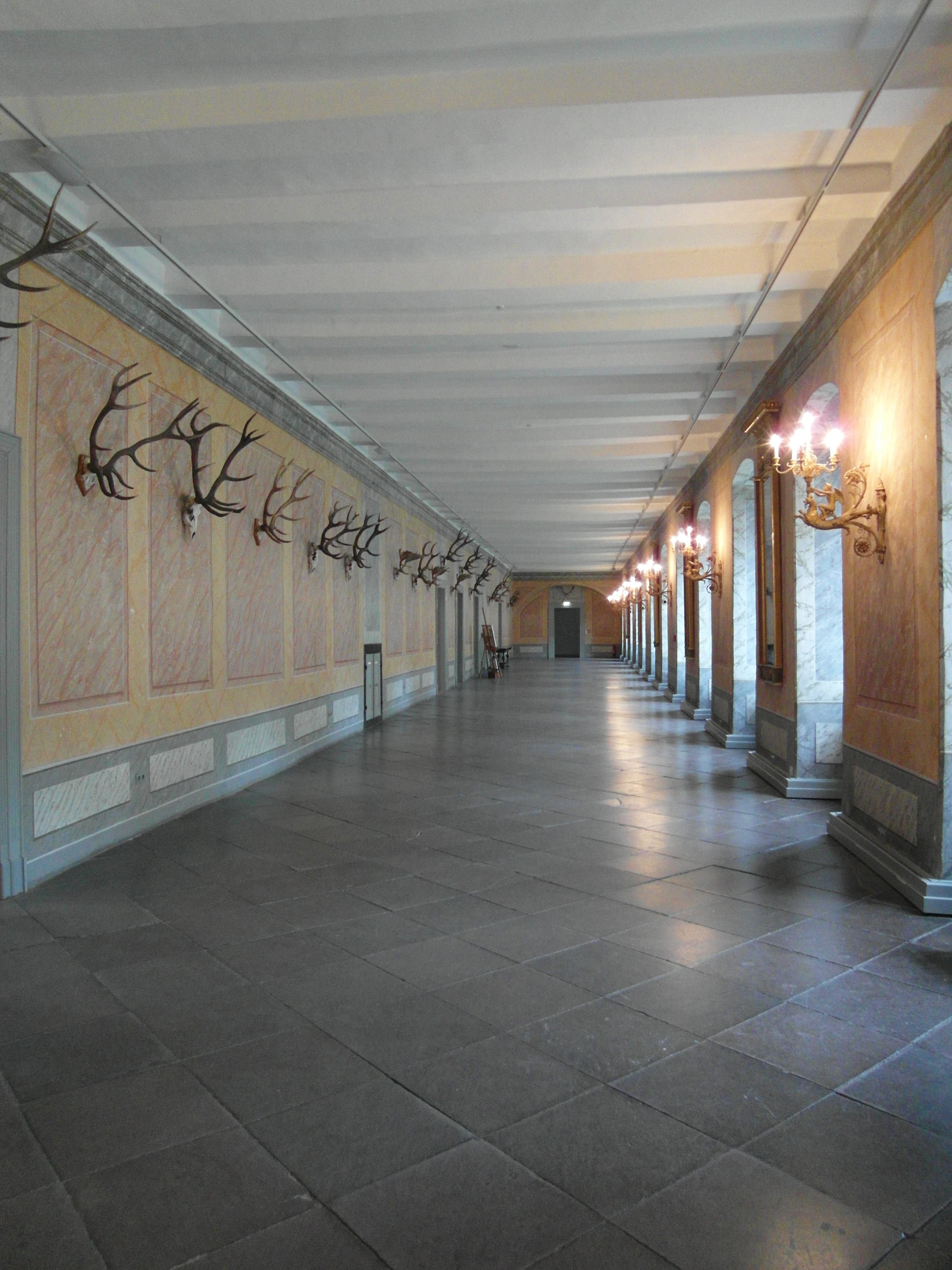
角の廊下

角の廊下は、東の修道士の居住区域と西の修道院長の区画とを結ぶ連絡通路である。この名称は、掲げられたハンティング・トロフィー（狩猟で得たシカの頭部）に由来しており、19世紀後半に公家の家族によって設けられた。壁は、侯のサロンや図書館のビーダーマイアー様式に合わせて大理石風に彩色され、歴史主義様式の燭台が壁に取り付けられている。
角の廊下には、ギャラリー、小部屋、バロックザールが接している。ギャラリーには、再興後新たに再構成された図書館が入っている。図書館は上階のギャラリーにもおよんでいる。どちらの階にもバロック様式の書棚が設えられている。現在このスペースは、入れ替え展示の展示室として利用されている。
角の廊下から、元々は彩色されていたオルガンの廊下に出る。この廊下は、ヴェストヴェルクの上階や領主のサロンに至る。壁には、2007/08年にコルヴァイとその周辺で撮影されたペーター・クナウプの写真が掲げられている。

##### 領主のサロン

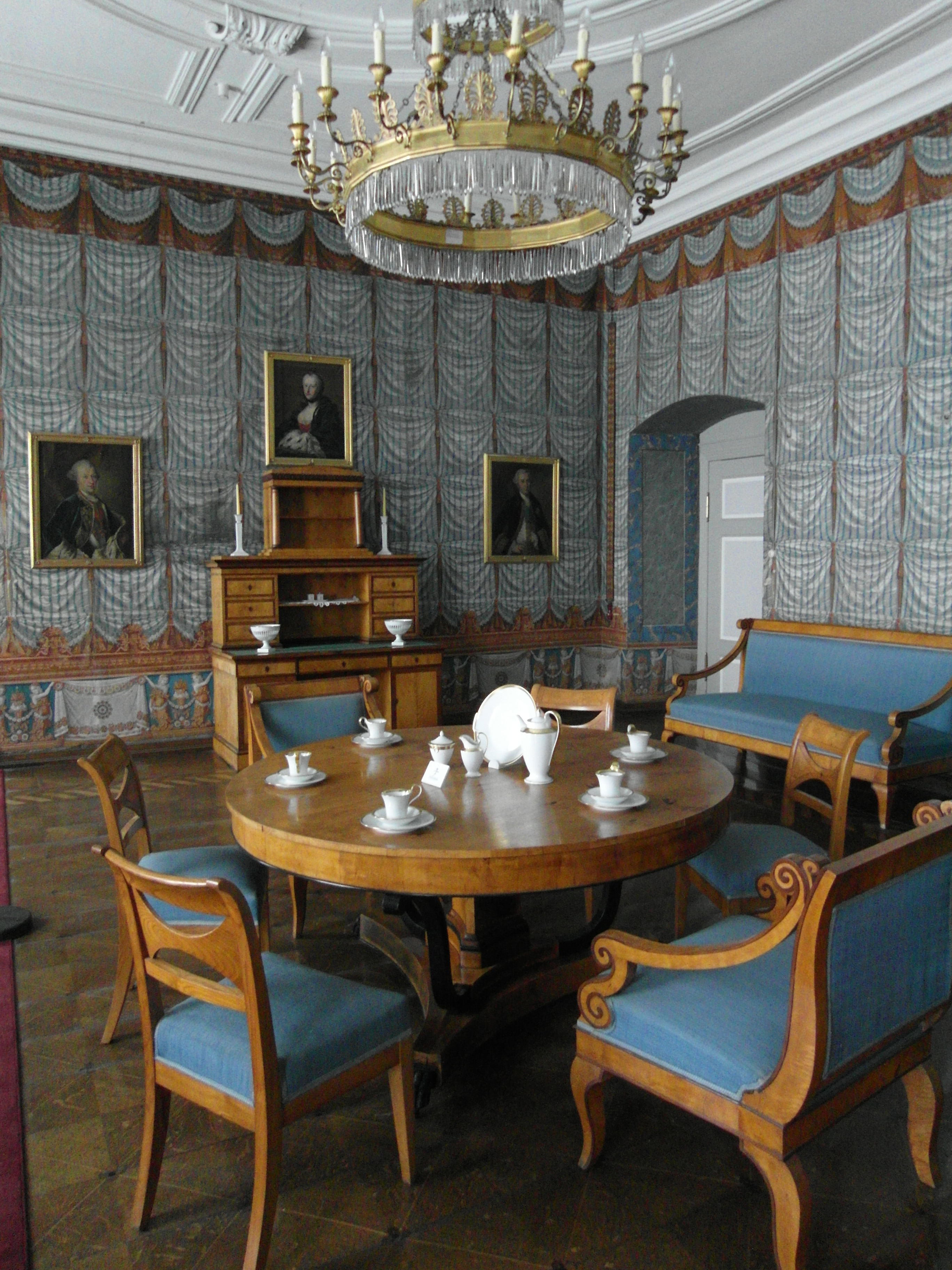
青のサロン

領主のサロンは西翼にある。最後のコルヴァイ領主司教フェルディナント・フォン・リュニンクは、亡くなるまで居住する権利を有しており、北翼に住んでいた。そこでヴィクトール・アマデウス方伯は、西翼の、かつての修道院長の絵画ギャラリーを居館に設えた。家具は後期古典主義様式およびビーダーマイアー様式である。
青のサロンだけは、現在もフランスの工場で製造されたオリジナルの壁紙を使用している。これは19世紀の初めに製造されたものである。豪華な緞子、ダマスク織、絹織物を模して、飾り付けをして襞をつけたような模様は、壁紙の人気のモチーフであった。青のサロンの壁紙は、3つの部分からなる。下の縁は、僧院の女召使いと果物籠が交互に描かれたアンティークなモチーフである。中央部分は青と白のストライプの絹織物を模したイミテーションである。これが上の縁取りで囲まれている。
1950年代までこの区域は方伯の家族が私邸として使用していた。現在は、見学客が立ち入ることができる。

##### カイザーザール

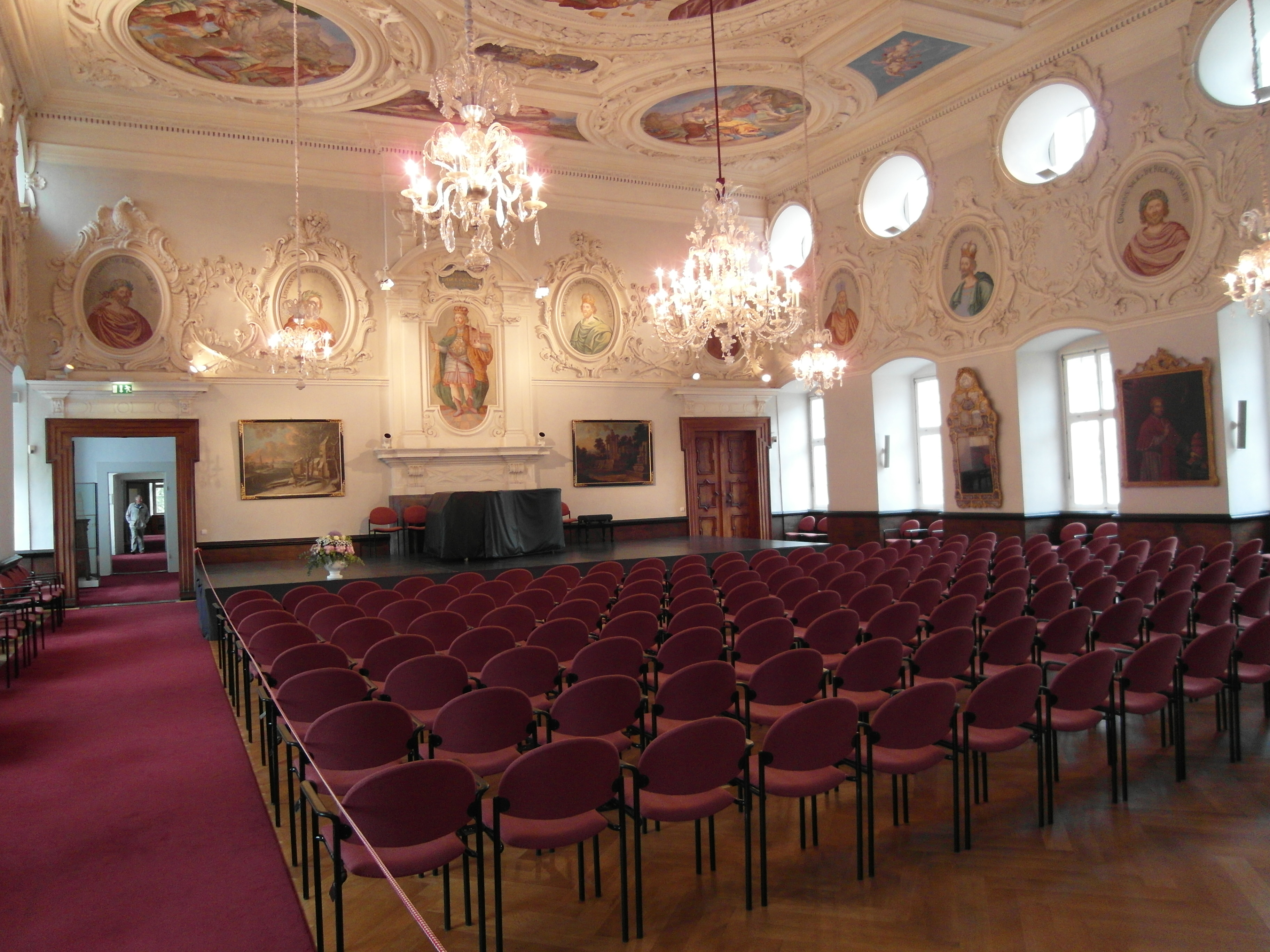
カイザーザール

同じ西翼にカイザーザール（皇帝ホール）がある。このホールは翼廊全域に及ぶ。この広く明るい部屋は、修道院長の儀礼の間として利用された。ここでは、帝国諸侯として高位の人物と面会した。カイザーザールは 19世紀に改造され、現在のバロック様式の調度が設えられた。名称は、この調度に由来する。壁には、皇帝や女王の 20枚の肖像画が掲げられている。両正面はカール大帝とルートヴィヒ敬虔王の全身肖像画である。これを、コルヴァイに特に関わりがあった皇帝や女王のメダイヨンが囲んでいる。
天井には、新約聖書のカナの婚宴を描いた大きなメダイヨンが見られる。歓待というテーマは、旧約聖書の「父と兄弟をもてなすヨーゼフ」、「3人の天使をもてなすアブラハム」、「ダビデとアビガイル」、「泉のリベカ」といった場面を描いた小さなメダイヨンにも共通している。これらの聖書の場面を描いた画家は判っていない。
壁や天井の化粧漆喰細工はおそらくイタリアの芸術家ジャコモ・ペリネッティによるものである。彼はそれ以前はブラウンシュヴァイク＝ヴォルフェンビュッテル公アントン・ウルリヒに仕えていた。アントン・ウルリヒは、修道院長フローレンツ・フォン・デム・フェルデと親交があり、この芸術家を使えるように計らった。ヴォルフェンビュッテル城やコルヴァイの化粧漆喰細工は様式上の類似性を示している。
カイザーザールは現在、コンサートホールおよびその他の文化イベントに利用されている。たとえば朗読会、展示会や講演会などである。

##### ゾンマーザール

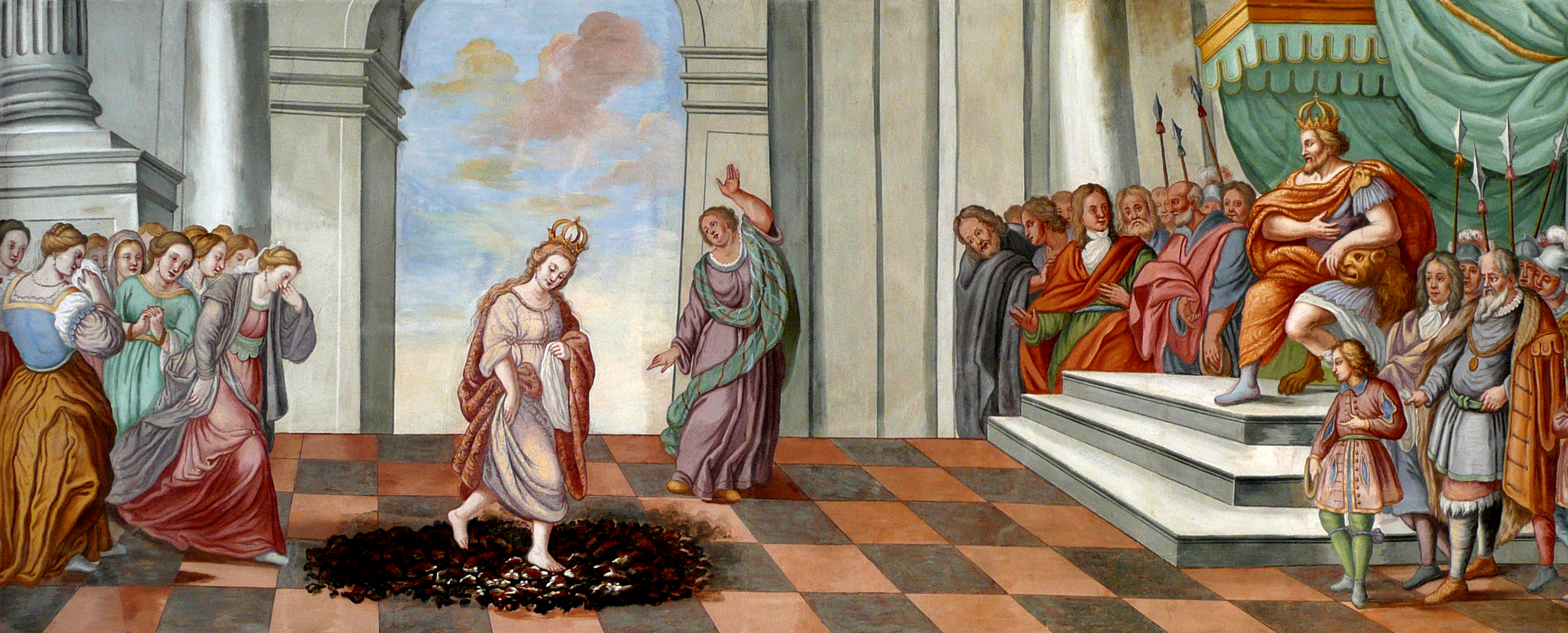
ゾンマーザールの天井画

ゾンマーザール（夏のホール）は北翼にあり、やはり2つの階にまたがっている。このホールはカイザーザールよりも小さいが、やはり領主修道院長の謁見の間として用いられた。ゾンマーザールの裏にはバロック様式の階段室があり、訪問者はこれを通って修道院に入ることができた。ゾンマーザールは、かつての修道院長の居室に隣接していた。現在、この居室は図書館となっており、ゾンマーザールは展示室として使われている。図書館の所蔵品から毎年入れ替えられる展示品はここに陳列される。
ゾンマーザールには、価値の高い装飾天井がある。天井画には、皇帝ハインリヒ2世の皇后クニグンデの火の試練が描かれている。不貞の疑いを掛けられた皇后クニグンデは、裸足で焼けた炭の上を歩いた。彼女は皇帝の目の前でこの火の試練を行った。ハインリヒ2世はコルヴァイと親密な関係にあった。彼はコルヴァイで何度も諸侯会議を行った。
天井の横から切り込みアーチが壁に移行して行く。ルネットには青 - 白のグリザイユが描かれている。この絵画は、コルヴァイの宮廷画家フェルディナント・ルートヴィヒ・バールチャーにより制作された。

## 伝説
グリム兄弟『ドイツ伝説集』第1巻、第264話「コルヴァイ修道院の百合」（Die Lilie im Kloster zu Corvey）には以下の話がある。修道士の誰かの死期が3日後に迫ると、聖堂内陣に吊るしてある青銅の花輪の一本のユリ（Eine Lilie an einem ehernen Kranze, der im Chor hing）が当該の修道士の座席に現れた。この奇蹟は数百年続いたが、あるとき若い修道士がそのような予告を受けた際に、死は若者よりも老人にふさわしいと考え、ユリを年老いた聖職者の席に移した。老人は病気にはなったが、程なくして回復した。若者は3日目に死んだと。

## 引用
1. ↑  Sites in Latin America and Germany inscribed on World Heritage List, World Heritage Committee, News Archive（2015年4月19日 閲覧）
2. 1 2 3 4 5 6 7 8  Geschichte des Klosters und Schlosses Corvey, Nova Corbeia（2015年4月19日 閲覧）
3. ↑  Joachim Wollasch: Benediktinisches Mönchtum in Westfalen von den Anfängen bis ins 12. Jahrhundert. In: Monastisches Westfalen. Klöster und Stifte 800–1800. Münster 1982, p. 19.
4. ↑  今野国男『修道院』（世界史研究双書⑦）近藤出版社　1971年、166頁
5. ↑  Zur Beurteilung der Quellen, wonach die Insel Rügen Eigentum der Abtei Corvey gewesen ist. In: Allgemeines Archiv für die Geschichtskunde des Preußischen Staates. Band 5, Berlin Posen Bromberg 1832, pp. 331 – 347.
6. 1 2  Joachim Wollasch: Benediktinisches Mönchtum in Westfalen von den Anfängen bis ins 12. Jahrhundert. In: Monastisches Westfalen. Klöster und Stifte 800–1800. Münster 1982, p. 20.
7. ↑  Peter Berghaus: Die Münzprägung westfälischer Stifte und Klöster. In: Monastisches Westfalen. Klöster und Stifte 800–1800. Münster 1982, p. 455.
8. ↑  Karte der Grundherrschaft von Kloster Corvey (nach Rösener), Internet-Portal "Westfälische Geschichte"（2015年4月20日 閲覧）
9. ↑  Bernhard Bischoff: Die Schriftheimat der Münchner Heliand-Handschrift. In: Beiträge zur Geschichte der deutschen Sprache und Literatur, 101 (1979), pp. 161–170
10. ↑  Joachim Wollasch: Benediktinisches Mönchtum in Westfalen von den Anfängen bis ins 12. Jahrhundert. In: Monastisches Westfalen. Klöster und Stifte 800–1800. Münster 1982, pp. 25–27.
11. ↑  Joachim Wollasch: Benediktinisches Mönchtum in Westfalen von den Anfängen bis ins 12. Jahrhundert. In: Monastisches Westfalen. Klöster und Stifte 800–1800. Münster 1982, p. 27.
12. ↑  Schwalenberger Übergriffe auf Corvey und Höxter, Internet-Portal "Westfälische Geschichte"（2015年4月22日 閲覧）
13. 1 2  Joachim Wollasch: Benediktinisches Mönchtum in Westfalen von den Anfängen bis ins 12. Jahrhundert. In: Monastisches Westfalen. Klöster und Stifte 800–1800. Münster 1982, p. 28.
14. ↑  L.D.レイノルズ/N.G.ウィルスン『古典の継承者たち―ギリシア・ラテン語テクストの伝承にみる文化史―』（西村賀子・吉武純夫訳）国文社、1996年3月　（ISBN 4-7720-0419-X）、pp. 175-176。
15. ↑  Gerhard Köbler: Historisches Lexikon der deutschen Länder. Die deutschen Territorien vom Mittelalter bis zur Gegenwart. München 1992, p. 112.
16. ↑   Miesen, K.J.: Friedrich Spee. Priester, Dichter, Hexenanwalt. Düsseldorf (Droste) 1987, p. 198.
17. ↑  Wilhelm Raabe: Höxter und Corvey（2015年4月23日 閲覧）
18. 1 2 3  Günter Tiggesbäumker: Der Neuaufbau der Corveyer Klosterbibliothek nach dem Dreißigjährigen Krieg unter Fürstabt Maximilian von Horrich.
19. ↑  Günter Tiggesbäumker: Das Herzogliche Haus Ratibor und Corvey. Deutsche Fürstenhäuser, Heft 5. Börde-Verlag, Werl 2008, pp. 13–14.
20. ↑  Günter Tiggesbäumker: Das Herzogliche Haus Ratibor und Corvey. Deutsche Fürstenhäuser, Heft 5. Börde-Verlag, Werl 2008, pp. 17–19.
21. ↑  Günter Tiggesbäumker: Corvey, Zeuge einer großen Vergangenheit. Deutscher Kunstverlag, München 2008, p. 7.
22. ↑  Eckhard Fuhr: Von der Lust und der Last eines Schlosserbes, Die Welt 2013年4月27日付け（2015年4月25日 閲覧）
23. 1 2  Corvey - UNESCO-Weltkulturerbe（2015年4月25日 閲覧）
24. ↑  Günter Baumann: Weltkulturerbe. 150 Orte und Denkmale. Philipp Reclam, Stuttgart 2010, pp. 27–28.
25. ↑  Elmar Arnold, Sándor Kotyrba: Corvey. Ehemalige Reichsabtei und Residenz. Koch-Druck, Halberstadt 2011, p. 59.
26. ↑  Schloss Corvey - Hintergründe（2015年4月26日 閲覧）
27. ↑  Karolingisches Westwerk und Civitas Corvey（2015年4月26日 閲覧）
28. ↑   Günter Tiggesbäumker: Vor 500 Jahren aus Corvey „entwendet“. Die Tacitus-Handschrift und ihre Überlieferung. In: Höxter-Corvey. 2009, 3/4, pp. 11–12, 21.
29. ↑  Nova Corbeia - Der Tacitus-Codex（2015年4月27日 閲覧）
30. ↑  Natalie Neuhaus: Wiederaufbau und letzte Blüte. In: Tausend Jahre Wissen. Die Rekonstruktion der Bibliothek der Reichsabtei Corvey. Katalog zur Wanderausstellung 2011 bis 2012. Messedruck, Leipzig 2011, p. 22.
31. ↑  Hermann Josef Schmalor: Klosterbibliotheken in Westfalen 800–1800. In: Monastisches Westfalen. Klöster und Stifte 800–1800. Münster 1982, pp. 511–512.
32. ↑  Günter Tiggesbäumker: Die Fürstliche Bibliothek zu Corvey. In: Westfälischer Heimatbund (Hrsg.): Westfälische Kulturstätten 71. Münster 2004, pp. 3–5.
33. ↑  Hoffmann von Fallersleben auf Corvey（2015年4月27日 閲覧）
34. ↑  Günter Tiggesbäumker: Die Fürstliche Bibliothek zu Corvey. In: Westfälischer Heimatbund (Hrsg.): Westfälische Kulturstätten 71. Münster 2004, pp. 5–11.
35. ↑  Universität Paderborn - Corvey-Institut für Buch- und Bibliotheksgeschichte（2015年4月28日 閲覧）
36. 1 2  Nova Corbeia - Architektur & Baugeschichte（2015年4月28日 閲覧）
37. ↑  Internet-Portal "Westfälische Geschichte" - Die Gesamtanlage (Klosterfreiheit) von Kloster Corvey im Luftbild, von Nordwesten（2015年4月29日 閲覧）
38. ↑  Heiko K. L. Schulze: Klöster und Stifte in Westfalen – eine Dokumentation. Geschichte, Baugeschichte und -beschreibung. In: Monastisches Westfalen. Klöster und Stifte 800–1800. Münster 1982, p. 334.
39. ↑   Hilde Claussen, Anna Skriver: Die Klosterkirche Corvey. Bd. 2 Wandmalerei und Stuck aus karolingischer Zeit. Philipp von Zabern, Mainz 2007, p. 17.
40. ↑  F. K. Sagebiel: Die Ausgrabungen auf dem Grundstück der ehemaligen Corveyer Propstei „tom Roden" am Rohrweg für 1976 abgeschlossen.（2015年4月29日 閲覧）
41. ↑  Internet-Portal "Westfälische Geschichte" - Die Fassade des Westwerks von Kloster Corvey, 1996（2015年4月29日 閲覧）
42. ↑  Hilde Claussen, Anna Skriver: Die Klosterkirche Corvey. Bd. 2 Wandmalerei und Stuck aus karolingischer Zeit. Philipp von Zabern, Mainz 2007, p. 4, Anmerkung 18.
43. ↑  Internet-Portal "Westfälische Geschichte - Die Emporenkirche bzw. der Johanneschor im Westwerk von Kloster Corvey, 1995（2015年4月30日 閲覧）
44. ↑  Hilde Claussen, Anna Skriver: Die Klosterkirche Corvey. Bd. 2 Wandmalerei und Stuck aus karolingischer Zeit. Philipp von Zabern, Mainz 2007, p. 108.
45. ↑  Hilde Claussen, Anna Skriver: Die Klosterkirche Corvey. Bd. 2 Wandmalerei und Stuck aus karolingischer Zeit. Philipp von Zabern, Mainz 2007, pp. 85–89.
46. ↑  Hilde Claussen, Anna Skriver: Die Klosterkirche Corvey. Bd. 2 Wandmalerei und Stuck aus karolingischer Zeit. Philipp von Zabern, Mainz 2007, pp. 90–91.
47. ↑  Hilde Claussen, Anna Skriver: Die Klosterkirche Corvey. Bd. 2 Wandmalerei und Stuck aus karolingischer Zeit. Philipp von Zabern, Mainz 2007, pp. 156–183.
48. ↑  Konrat Ziegler, Walther Sontheimer (Hrsg.): Darstellungsformen des Delphins in der Antike und ihre Bedeutung. In: Der kleine Pauly. Lexikon der Antike in fünf Bänden. Bd. 1, Deutscher Taschenbuch Verlag, München 1979, Spalte 1448–1449.
49. ↑  Hilde Claussen, Anna Skriver: Die Klosterkirche Corvey. Bd. 2 Wandmalerei und Stuck aus karolingischer Zeit. Philipp von Zabern, Mainz 2007, pp. 355–359.
50. ↑  Günter Tiggesbäumker: Corvey, Zeuge einer großen Vergangenheit. Deutscher Kunstverlag, München 2008, p. 38.
51. ↑  Hiltgart L. Keller: Reclams Lexikon der Heiligen und der biblischen Gestalten. Philipp Reclam, Stuttgart 1987, p. 569.
52. ↑  Matthias Wemhoff (Hrsg.): Die Kultur der Klöster in Westfalen. Katalog zur Sonderausstellung im LWL-Landesmuseum Bd. 1, Schnell & Steiner 2007, p. 268.
53. ↑  Werner Altmeier, Andreas Komodzinski: Die restauratorische Wiederherstellung des St. Stephanus-Reliquienschranks aus der Abteikirche Corvey. Huxaria Druckerei, Höxter 2002, p. 15
54. ↑  CHORUS - Rettet die Orgel !（2015年5月2日 閲覧）
55. ↑  Orgelatlas Ostwestfalen-Lippe - Corvey Klosterkirche St.Stephanus und Vitus, kath.（2015年5月2日 閲覧）
56. ↑  Claus Peter: Westfalen. In: Kurt Kramer (Hrsg.): Die deutschen Glockenlandschaften. Deutscher Kunstverlag, München 1989, pp. 19, 51, 52.
57. ↑  Günter Tiggesbäumker: Corvey, Zeuge einer großen Vergangenheit. Deutscher Kunstverlag, München 2008, pp. 41–42.
58. ↑  Günter Tiggesbäumker: Schloss Corvey in alten Ansichten. Postkarten aus der Sammlung Viktor Herzog von Ratibor. Huxaria Druckerei, Höxter 2010, p. 81.
59. ↑  Jutta Ströter-Bender: Corvey: Räume von Kunst und Wissen. Ehemalige Benediktiner-Abtei und barocke Schlossanlage. Wege und Projekte für die Kunst und Denkmalspädagogik sowie die Erwachsenenbildung. Tectum Verlag, Marburg 2010, p. 116.
60. ↑  Wilfried Henze (Hrsg.): Corvey, ein Wegweiser durch seine Geschichte und die heutige Anlage. Verlag Julius Henze, Höxter 1996, p. 18.
61. ↑  Günter Tiggesbäumker: Corvey, Zeuge einer großen Vergangenheit. Deutscher Kunstverlag, München 2008, p. 45.
62. ↑  Brüder Grimm: Deutsche Sagen. Bd. 1. Herausgegeben von Hans-Jörg Uther. München: Diederichs 1993 (ISBN 3-424-01177-0) , S. 228.